# Oliver Cromwell
Pour les articles homonymes, voir Cromwell.
Oliver Cromwell, en français Olivier Cromwell, né le 25 avril 1599 (5 mai dans le calendrier grégorien) à Huntingdon et mort le 3 septembre 1658 (13 septembre dans le calendrier grégorien) à Londres, est un militaire et homme d'État anglais, particulièrement connu pour avoir établi en 1649 le gouvernement républicain de l'Angleterre, et l'avoir officiellement dirigé à partir de 1653, avec le titre de lord-protecteur.
En tant que principal commandant de la New Model Army (« Armée d'un nouveau genre » ou « Armée remodelée ») des Britanniques (Anglais et Écossais) révoltés contre le roi Charles Ier, il est vainqueur des royalistes et, après l'exécution du roi en 1649, se hisse au premier plan dans le « Commonwealth anglais », conquérant l'Irlande et l'Écosse.
Issu de la gentry, il bénéficie de revenus très modestes jusqu'à ce qu'il reçoive en héritage le patrimoine de son oncle. En même temps que ce retournement du sort, il se convertit au puritanisme, un mouvement provenant de l'Eglise Anglicane qui entend faire une plus grande différenciation avec le catholicisme et "purifier" la nouvelle église protestante. Il en fait une partie essentielle de sa discipline de vie et de son univers mental. Il est alors élu au Parlement par la circonscription de Cambridge au cours des Short et Long Parliaments, puis est impliqué dans la guerre civile anglaise aux côtés des Roundheads, littéralement « Têtes rondes », ou parti parlementaire, opposé à celui des royalistes.
Soldat compétent, il est promu de simple chef d'une troupe de cavalerie à commandant de l'armée entière. Cromwell se trouve aussi parmi les signataires de l'arrêt de mort prononcé contre le roi Charles Ier en 1649, et membre du Rump Parliament (« Parlement croupion »), qui siège de 1649 à 1653. Ce même parlement envoie Cromwell conquérir l'Irlande, ce qu'il fait de 1649 à 1650, pour se tourner ensuite contre l'armée écossaise de 1650 à 1651. Le 20 avril 1653, se sentant suffisamment maître de la situation, il dissout par force le parlement, et établit pour un court laps de temps le Barebone's Parliament, également nommé « Assemblée des Saints », en raison de la stricte doctrine puritaine de ses membres. Cette dernière assemblée s'auto-dissout peu avant que Cromwell soit fait lord-protecteur d'Angleterre, du pays de Galles, d'Écosse et d'Irlande le 16 décembre de la même année. À sa mort, il est d'abord enterré à l'abbaye de Westminster, mais lorsque les royalistes reviennent au pouvoir, ils déterrent son corps, l'enchaînent et le décapitent.
Cromwell est l'une des figures les plus controversées de l'histoire des îles Britanniques. Alors que le poète et essayiste John Milton, ainsi que les historiens Thomas Carlyle ou Samuel Rawson Gardiner voient en lui un héros de la liberté, d'autres tels David Hume, Winston Churchill et David Sharp en font un tyran, dictateur régicide. Au sein de la population, les sentiments exprimés sont tout aussi mitigés et passionnés, puisque pour les uns, il s'agit de l'un des plus grands héros nationaux de la patrie anglaise, alors que pour d'autres ses mesures prises contre les catholiques irlandais étaient presque génocidaires ; il est donc généralement détesté en Irlande. À l'international, certains historiens le comparent parfois à Maximilien Robespierre et Vladimir Ilitch Lénine, puisqu'ils sont considérés comme les principaux responsables de régicides, tout en se rendant ultérieurement responsables de pratiques répressives et d'expériences dictatoriales voire proto-totalitaires éloignées des idéaux de libertés affichés lors des révolutions menées,,,.

## Biographie

### Naissance et famille
Il y a peu de sources relatant les quarante premières années de sa vie. Il naît à la maison Cromwell à Huntingdon, le 25 avril 1599, fils de Robert Cromwell (v. 1567 – 1617) et d'Elizabeth Steward (décédée en 1654). Son grand-père, Henry Cromwell (1537-1604) (en), était également une figure marquante, fait chevalier sous Élisabeth Ire, et ayant siégé à la Chambre des communes en tant que chevalier pour le comté de Huntingdonshire. L'arrière-grand-père d'Henry Cromwell, William ap Tevan (1493-1531), était marié à Joan Tudor (1453-1469) que Myfanwy verch Dafydd (1436-1485) affirme sans preuve être la fille illégitime de Jasper Tudor et la petite-fille de Owen Tudor et de Catherine de France. Joan Tudor est morte en mettant au monde les jumeaux John Williams, père de John Williams (vers 1500-1569) (en), 1er baron of Thame, et Morgan Williams marié en 1499 avec Katherine Cromwell (1482- ), sœur de Thomas Cromwell, parents de Richard Williams (alias Cromwell) (vers 1510-1544) (en) qui est le père d'Henry Williams, alias Cromwell (1537-1604).
Malgré cette ascendance, les Cromwell n'étaient alors que des membres de la gentry. Le patrimoine de Robert Cromwell se limitait à une maison à Huntingdon et à un domaine foncier dans les environs, le tout ne générant au plus que 300 livres de revenu par an, les plaçant ainsi dans la tranche inférieure de la gentry.

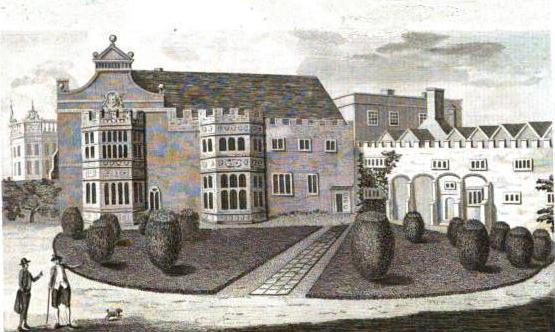
Hinchinbrook, résidence de Henry Cromwell, grand-père d'Oliver Cromwell.
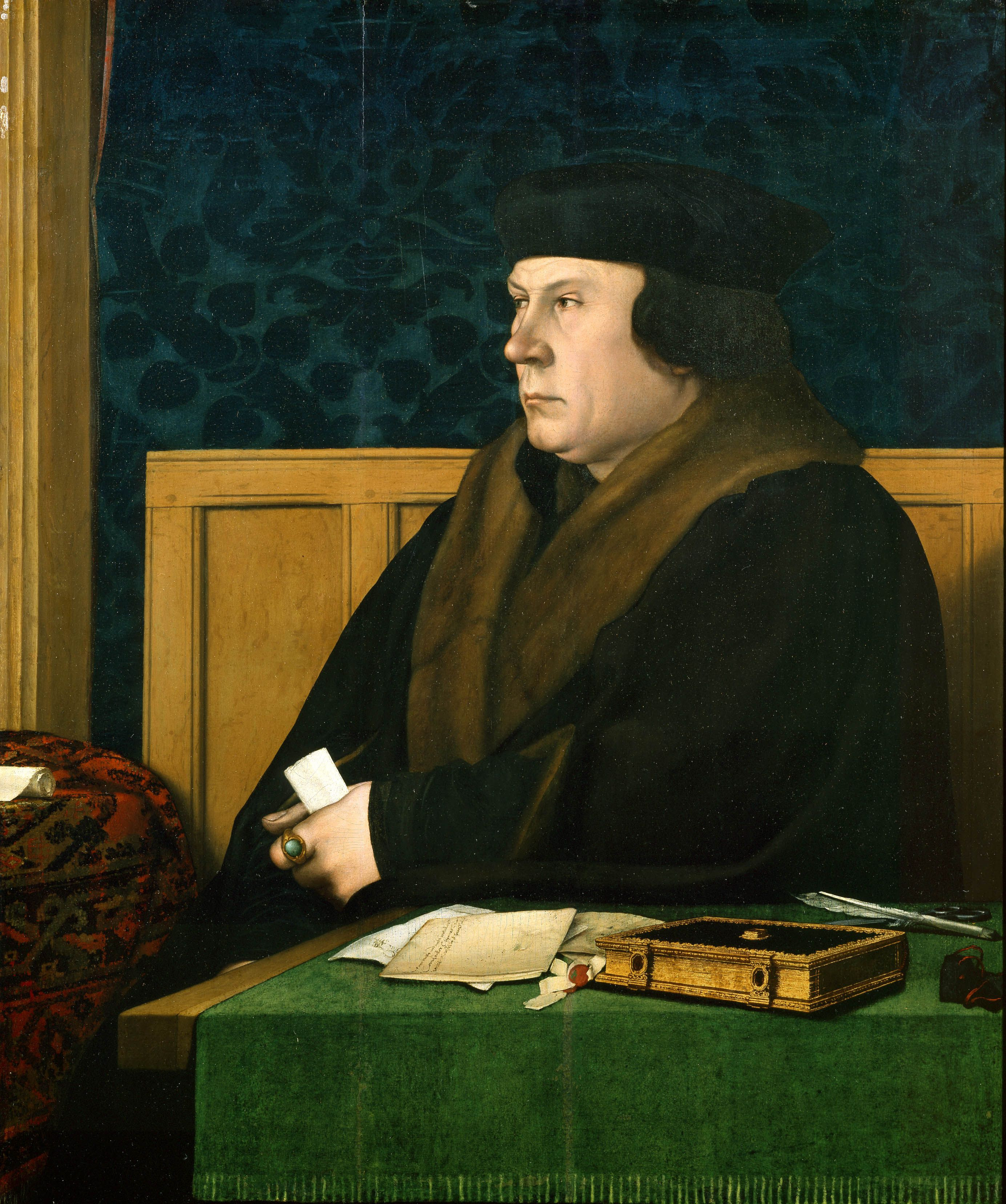
Thomas Cromwell, homme d'État sous les Tudor et arrière-arrière-grand-oncle d'Oliver Cromwell.

### Jeunesse et éducation
De ses jeunes années, nous trouvons encore dans les archives de l'établissement des preuves du passage du jeune Oliver Cromwell, vers 1610, à la Huntingdon Grammar School, à la suite de quoi il étudie au Sidney Sussex College à Cambridge, alors une institution nouvellement créée professant une stricte doctrine puritaine. Il doit cependant la quitter dès 1617 sans avoir obtenu de diplôme, son père étant décédé. Plusieurs biographes notent qu'il doit fréquenter ensuite la Lincoln's Inn, une des Inns of Court, écoles de droit de Londres. Cependant, nous ne retrouvons plus dans les archives de la Lincoln's Inn de traces de son passage. La solution à cette énigme diverge selon les biographes. Selon Antonia Fraser, il est très vraisemblable qu'il ait tout de même fréquenté cette institution, alors que son grand-père, son père et deux de ses oncles l'ont fait avant lui, et qu'il y enverra de même son fils Richard en 1647. Au contraire, John Morrill (en) avance que le jeune Cromwell dut demeurer à Huntingdon alors que sa mère veuve avait à charge ses sept sœurs non mariées.

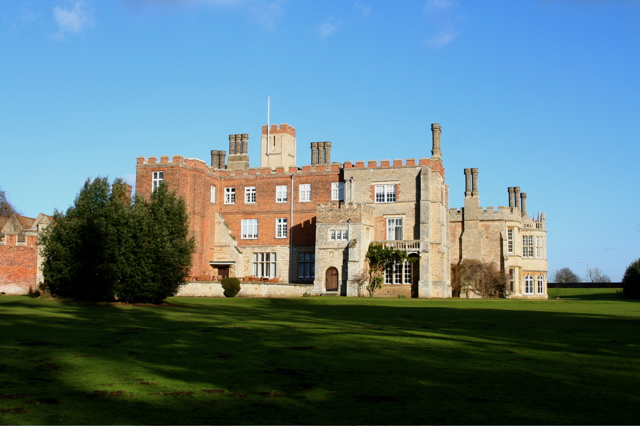
Bâtiment de la Huntingdon Grammar School, maintenant connue sous le nom de Hinchingbrooke School, à Huntingdon.
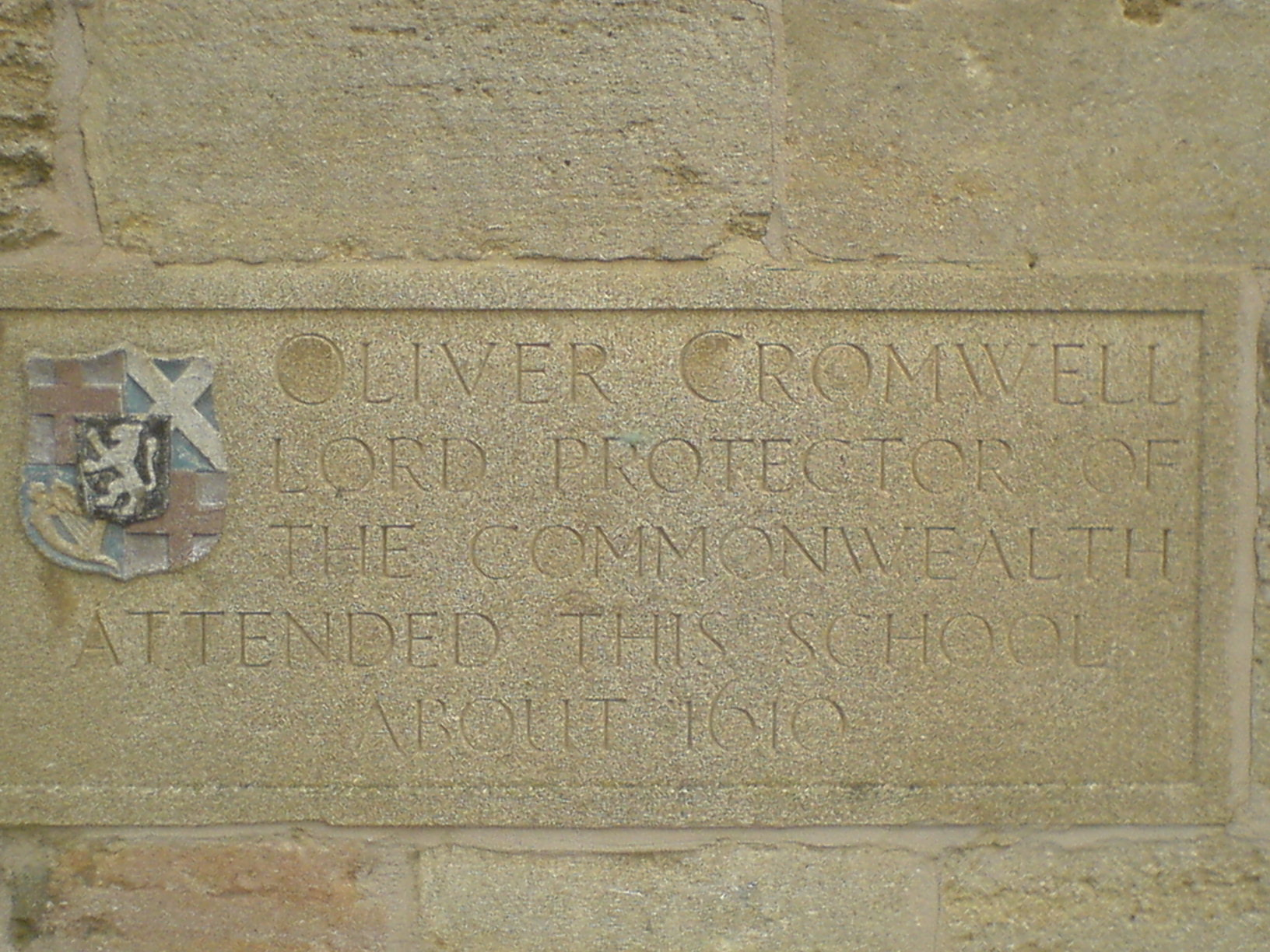
Plaque commémorative de la Huntingdon Grammar School faisant mention du passage de l'illustre étudiant en 1610.
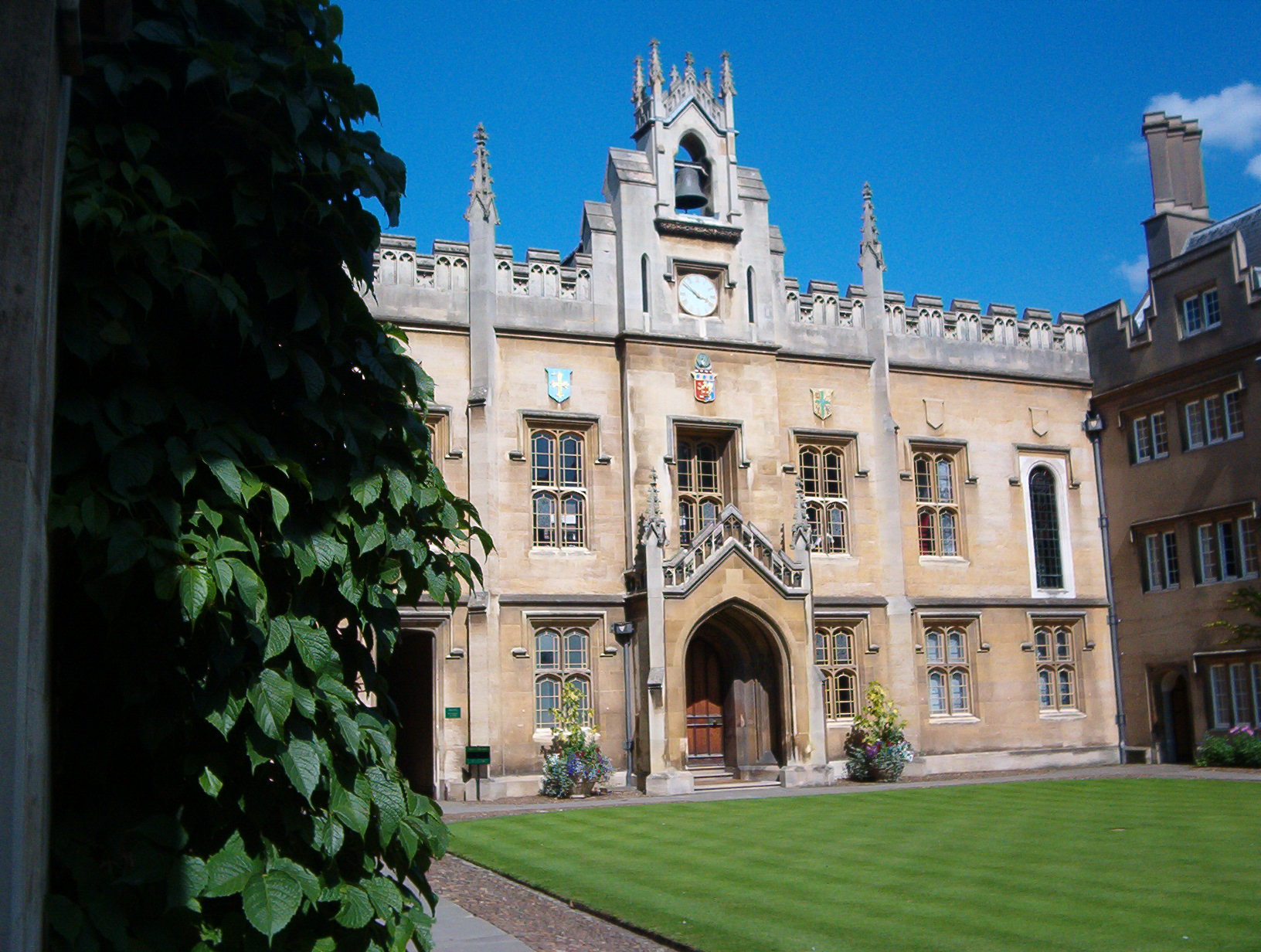
Chapelle du Sidney Sussex College, à Cambridge.
Armoiries du Sidney Sussex College, dont la devise est en français : « Dieu me garde de la calomnie ».
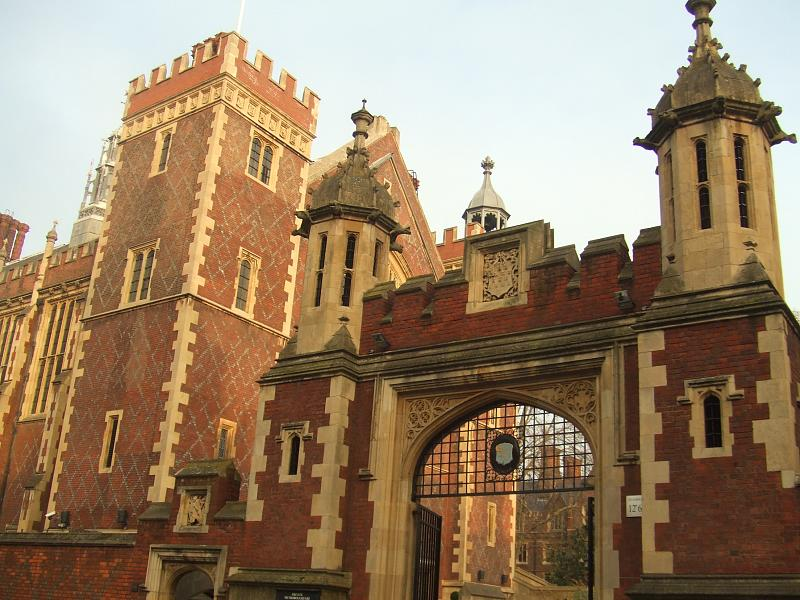
Bâtiments et entrée de la Lincoln's Inn, à Londres.
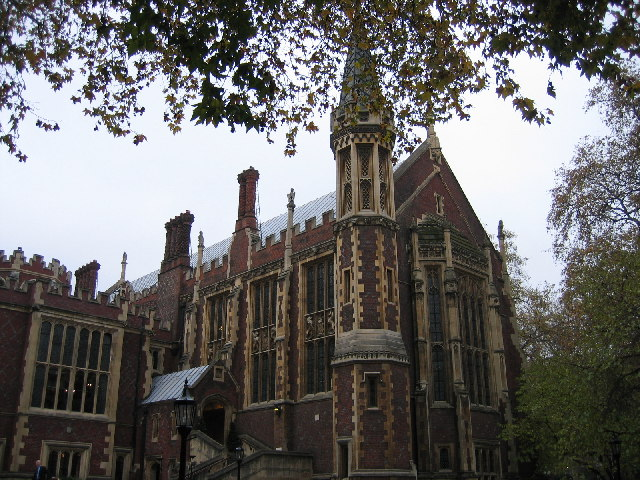
Bâtiment de la bibliothèque de la Lincoln's Inn, à Londres.
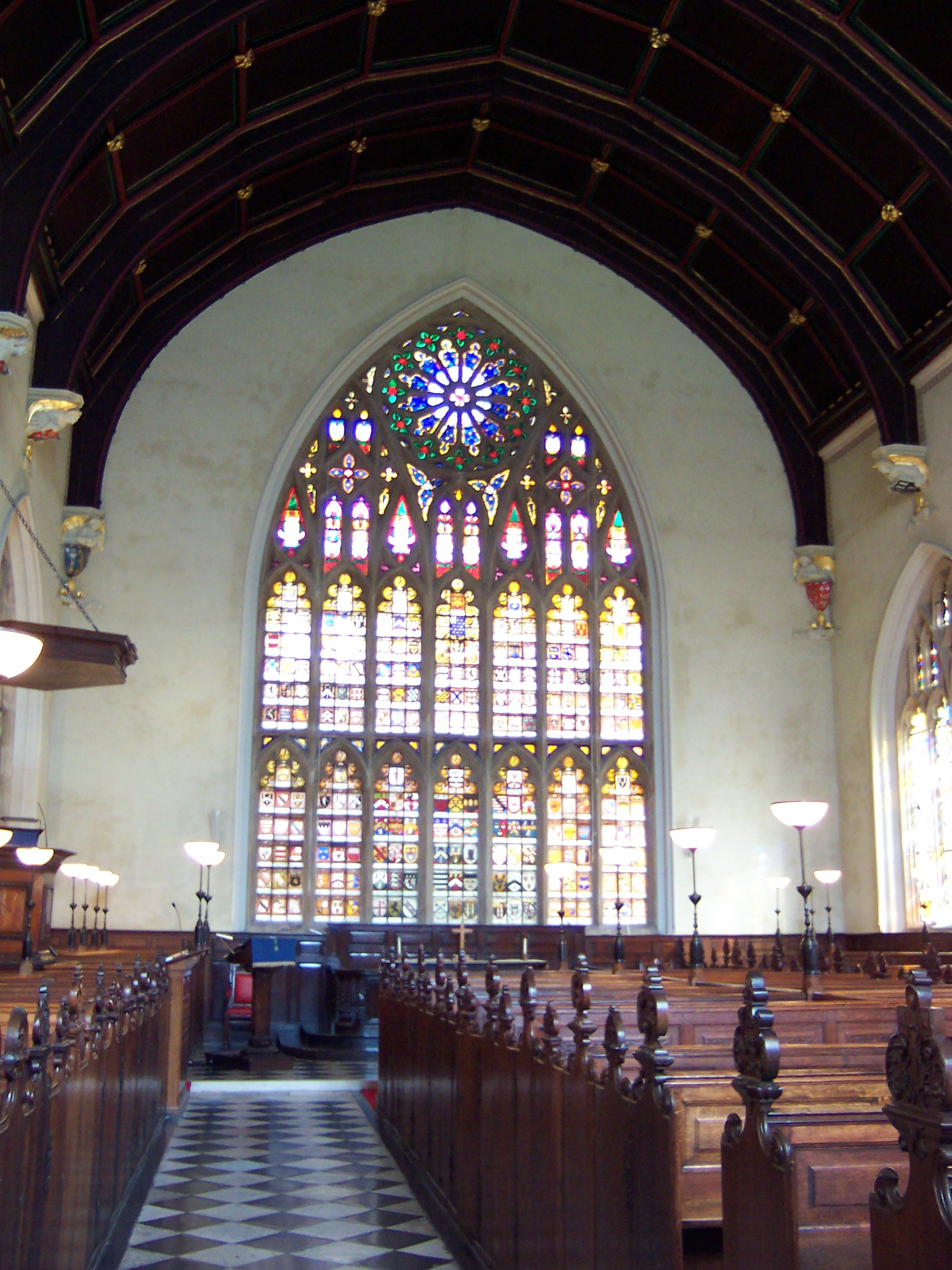
Intérieur de la chapelle de la Lincoln's Inn, à Londres.
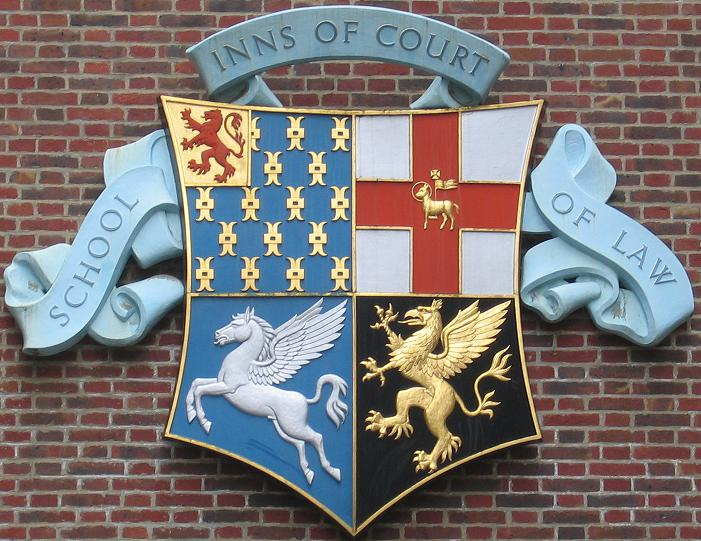
Armoiries combinées des quatre Inns of Court, écoles de droit, de Londres.

### Mariage et famille
C'est en 1620 qu'il épouse Élizabeth Bourchier, le 22 août à l'église St Giles-without-Cripplegate, celle-ci se situant à Londres, ce qui constitue un indice de plus suggérant que Cromwell a bel et bien fréquenté l'une des Inns of Court de la capitale. Le père d'Élizabeth Bourchier, Sir James Bourchier, est un marchand de cuir londonien qui possède un important domaine foncier dans l'Essex et entretient des liens nombreux avec les membres de la gentry puritaine locale. Il entre également en contact, grâce à ce mariage, avec Oliver St-John et d'autres membres influents de la bourgeoisie londonienne, ainsi qu'avec les comtes de Warwick et de Holland. Ces liens avec des personnalités importantes de la capitale joueront un rôle crucial dans le futur rôle que tiendra Cromwell.
Le couple Cromwell a neuf enfants, dont Richard Cromwell qui succédera à son père en tant que lord-protecteur du Commonwealth, et Henry Cromwell, qui deviendra Lord Deputy d'Irlande. Sa troisième fille, Mary, épouse Thomas Belasyse, 1er comte Fauconberg.

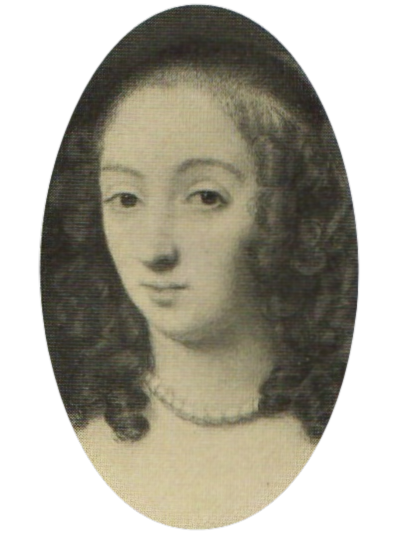
Élisabeth Bourchier, qu'épousa en 1620 Oliver Cromwell.
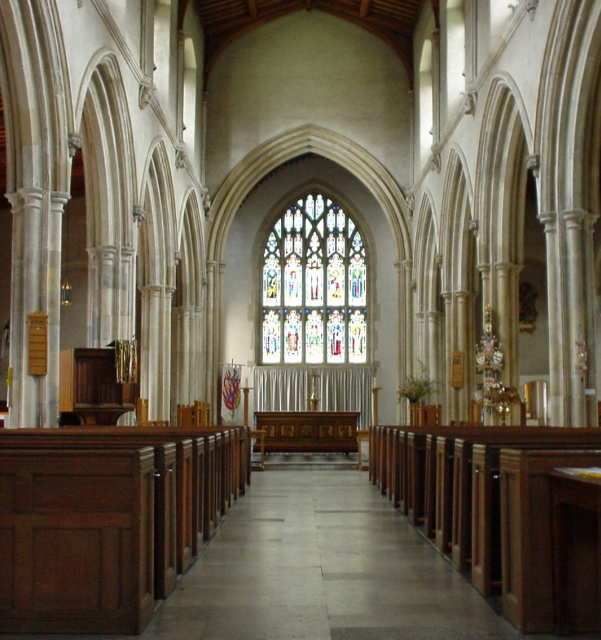
Intérieur de l'église St Giles-without-Cripplegate où se maria le jeune couple Cromwell en 1620.
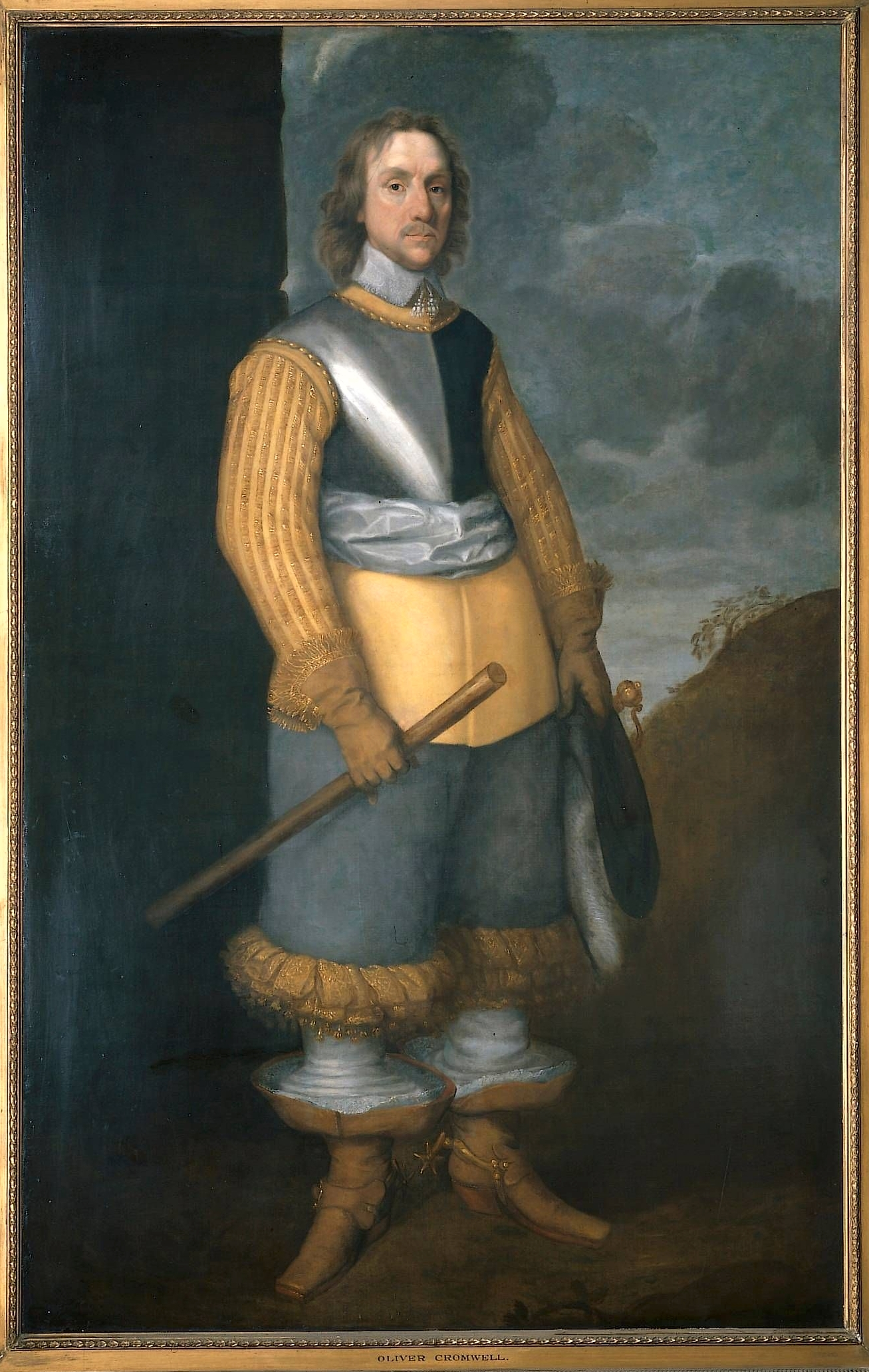
Oliver Cromwell en 1649.
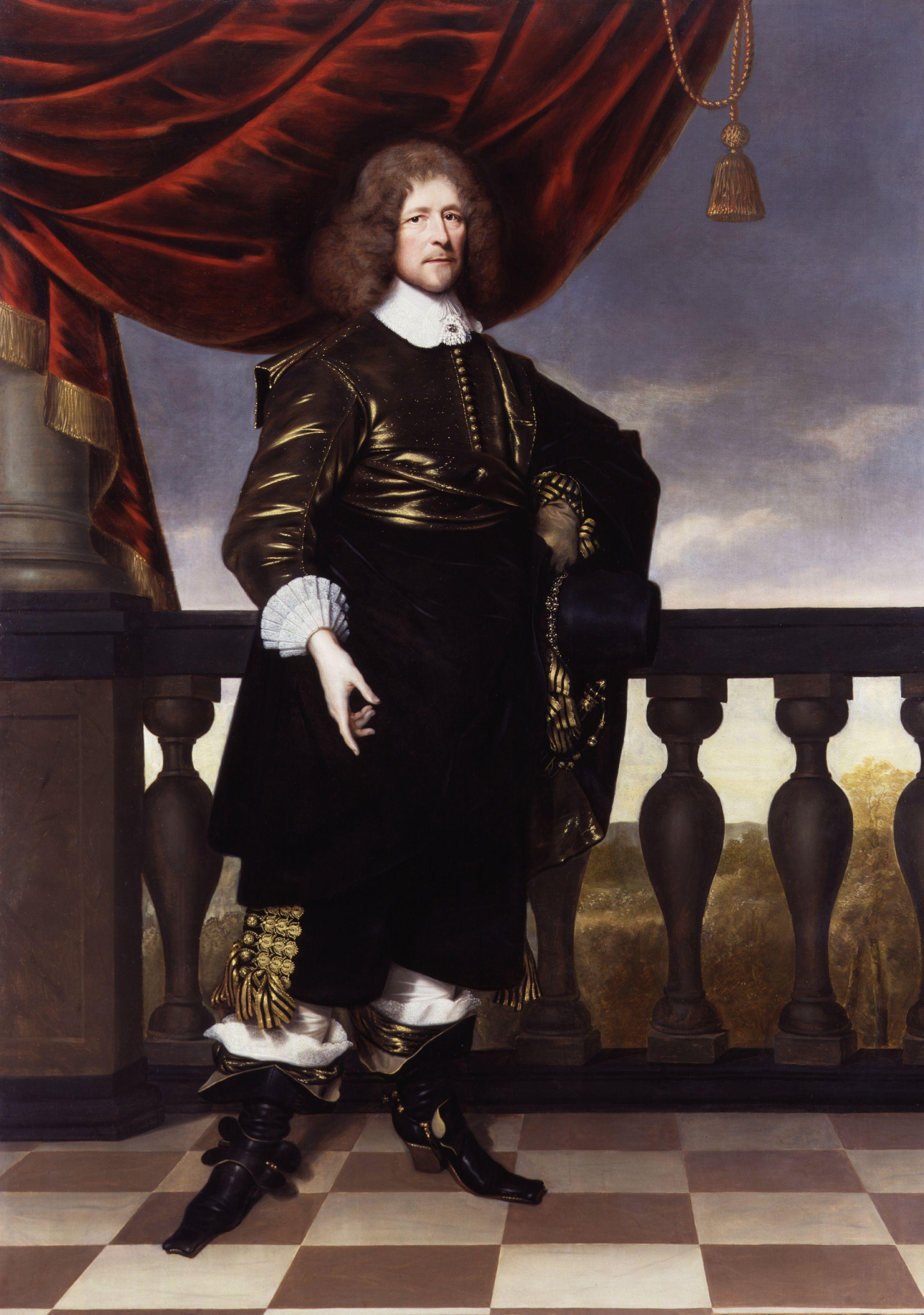
Oliver St John, par Pieter Nason.
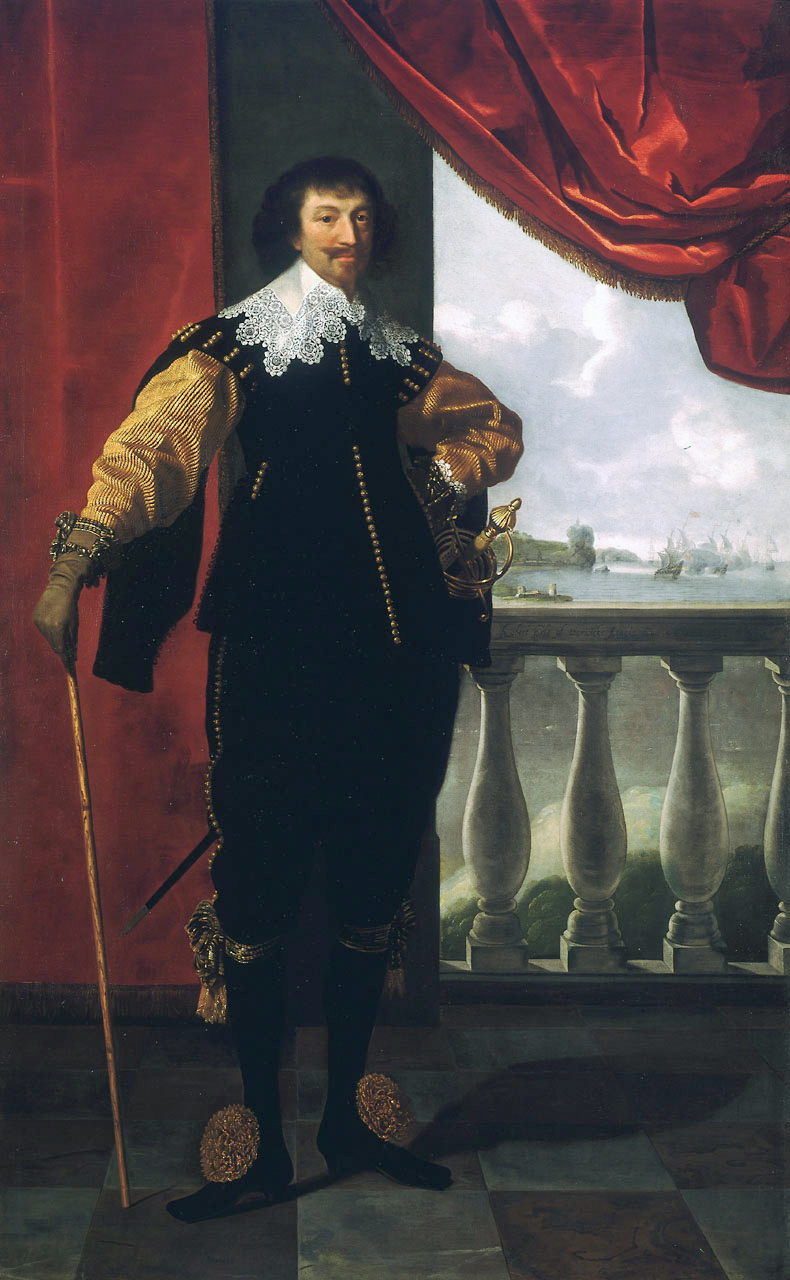
Robert Rich, deuxième comte de Warwick.
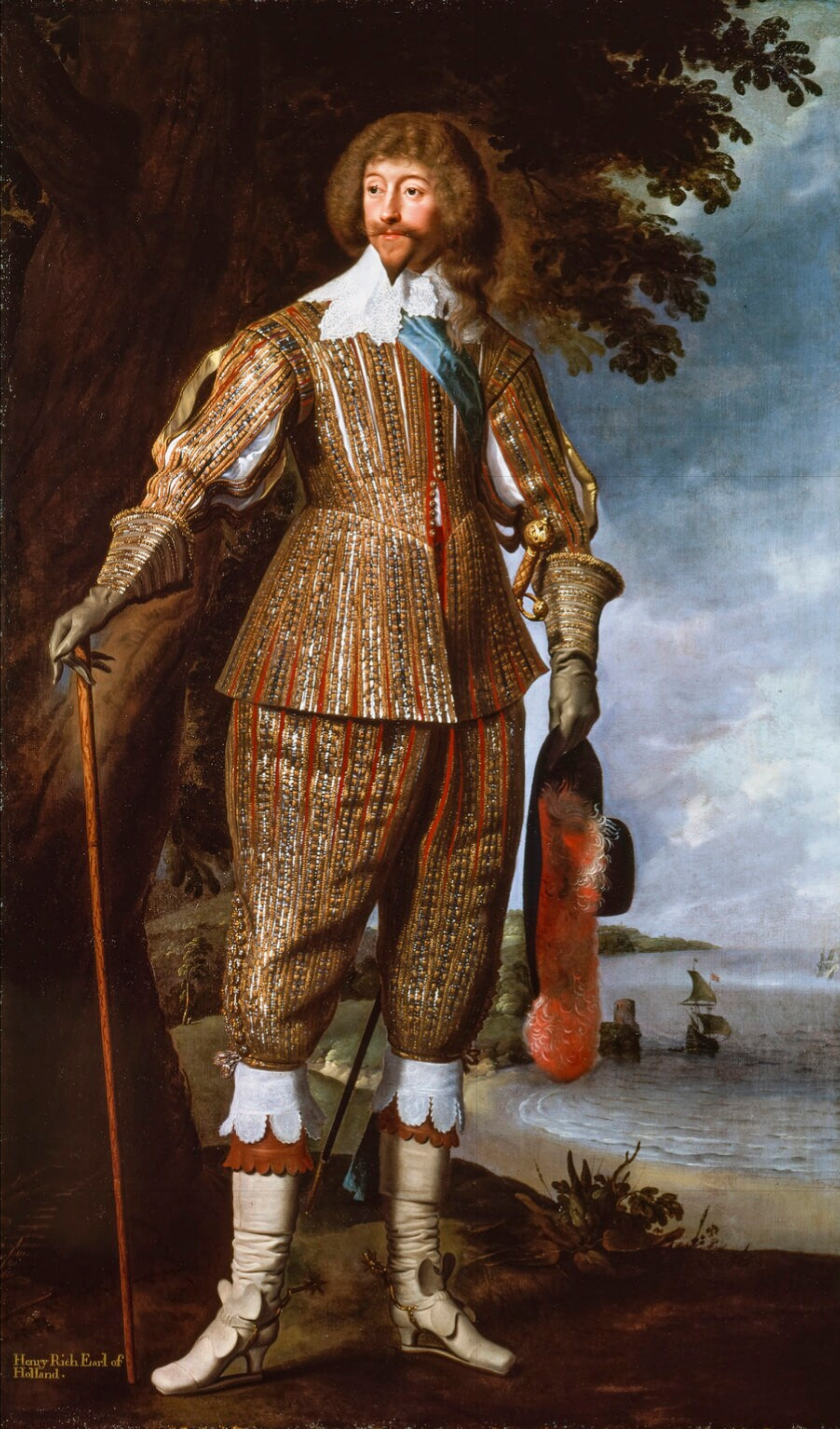
Henry Rich, premier comte de Holland.
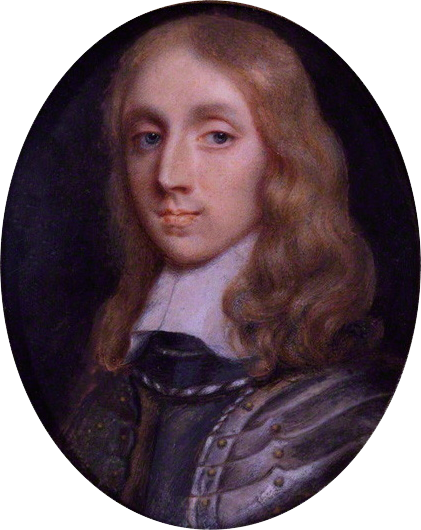
Richard Cromwell, fils d'Oliver Cromwell et son successeur en tant que lord-protecteur du Commonwealth.
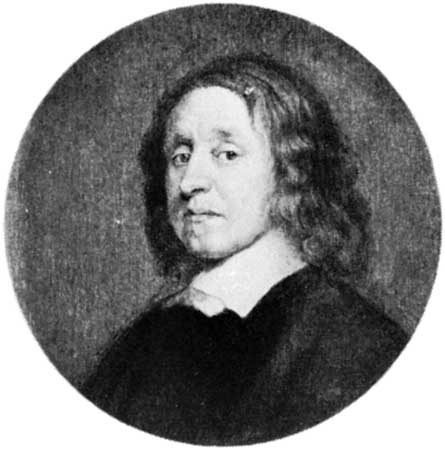
Henry Cromwell, fils d'Oliver Cromwell et Lord Deputy d'Irlande.
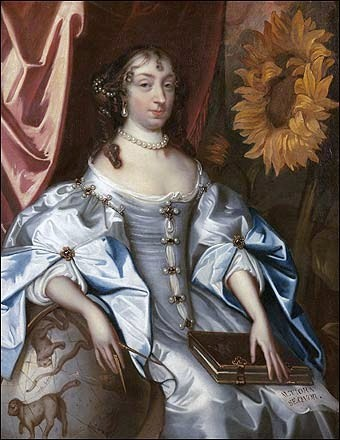
Elizabeth Cromwell, seconde fille d'Oliver Cromwell, devenue Claypole à la suite de son mariage avec John Claypole.

### Crise et héritage

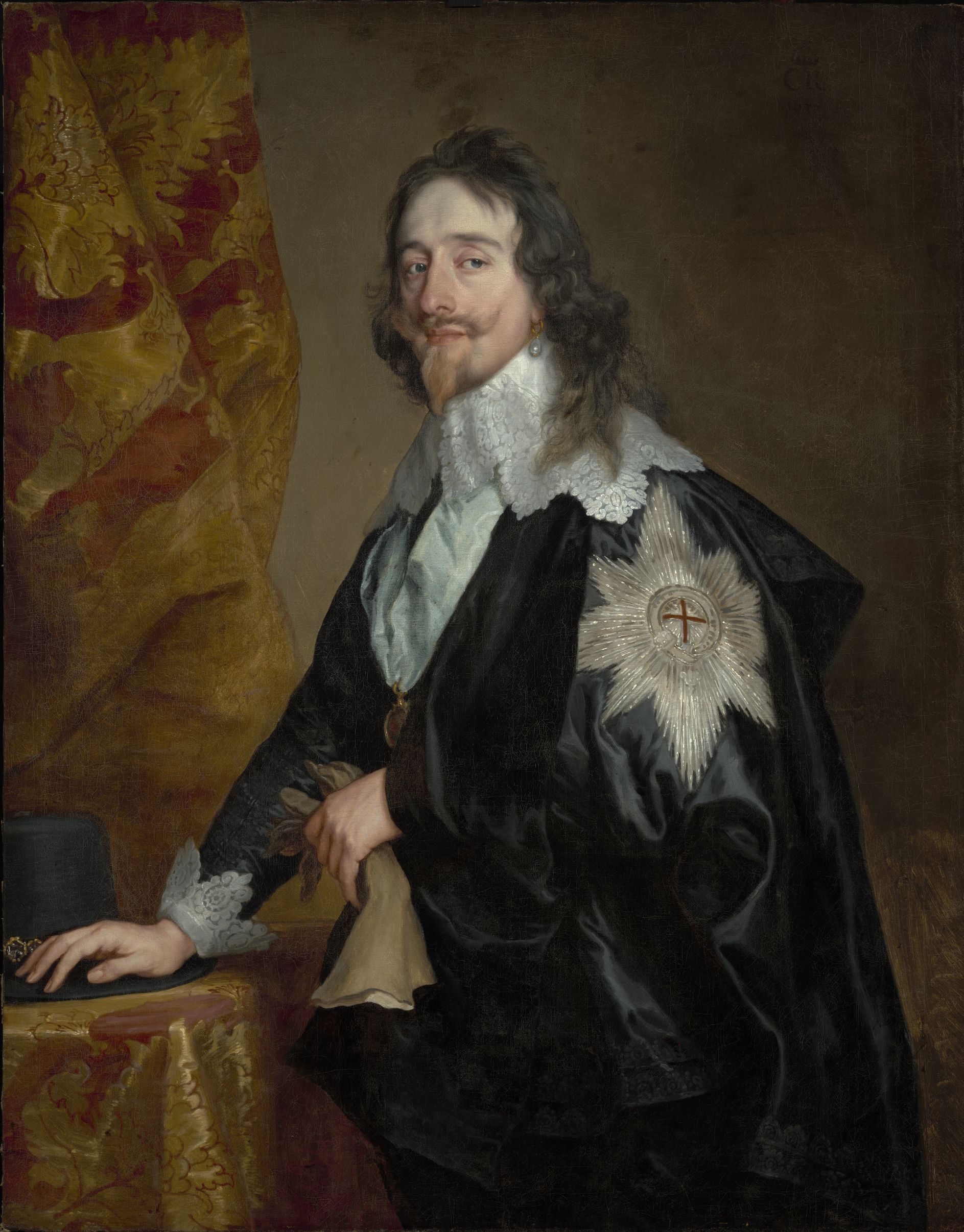
Charles I^{er} entame un règne personnel après avoir dissous le Parlement.

Lorsque le Parlement est dissous en 1629, il retourne gérer la fortune paternelle. Député de l'université de Cambridge au Long Parlement (1640), il s'y fait remarquer par ses déclamations contre le papisme et la royauté telle que l'incarnait Charles Ier, à savoir éloignée des préoccupations d'un peuple de plus en plus revendicateur, exerçant un despotisme outrancier et méprisant. Lorsque la guerre civile éclate, en janvier 1642, il est convaincu que c'est le signe de Dieu pour la lutte contre l'épiscopalisme et la monarchie détachée des affaires puritaines[réf. nécessaire].
Il vit comme fermier-gentilhomme, membre de la gentry jusqu'au début de la première guerre civile anglaise en 1642 quand il mène ses ouvriers (en fait une armée recrutée par ses soins) au service du Parlement. Il se signale par son habileté et sa bravoure, mais aussi par ses actes de cruauté. Après son service militaire, il devient un homme politique remarqué, et il est le seul apparemment capable de gouverner après la mort du roi Charles Ier.
Les relations supposées entre Cromwell et la franc-maçonnerie ont donné naissance à des hypothèses jugées minoritaires et fantaisistes.

### Soutien dans la petite noblesse d'épée
Olivier Cromwell devient alors le chef d'une révolte de la petite noblesse d'épée de la province, devenue révolutionnaire car peinant à joindre les deux bouts, révoltée par l'ostentation d'une Cour où elle est écartée, beaucoup s'étant ruinés dans les toutes premières entreprises coloniales, dont ils sont souvent écartés depuis les années 1630 et qui vibre à la « guerre de pirates dans les Antilles pour écumer le trésor américain d'Espagne ». Dénonçant une bureaucratie londonienne privilégiée, leur philosophe, James Harrington, qui publia La Communauté d'Oceana en 1656, livre qui a inspiré un siècle et demi plus tard des révolutionnaires français, proposait que ces hobereaux se succèdent à tour de rôle au Parlement et que la propriété foncière agricole soit plafonnée. Le livre dénonce l'éloignement des colonies d'Amérique des Antilles et suggère qu'elles ne pourront rester dans le giron anglais.

### Carrière militaire et politique à son apogée

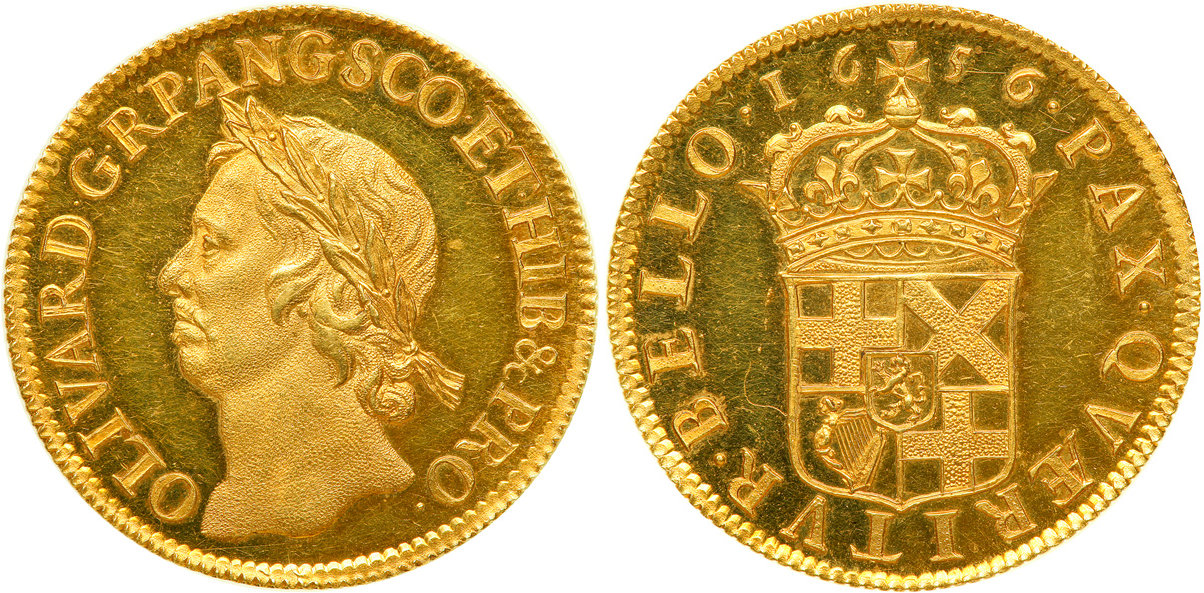
Pièce de monnaie représentant Cromwell.

À l'été 1642, il lève à ses frais (il a hérité en 1638 d'une riche propriété[réf. nécessaire]) une troupe de cavalerie organisée selon des principes démocratiques (officiers élus par la troupe, discussions idéologiques…) : les Ironsides (« côtes de fer »). En 1643, le Parlement le promeut de capitaine à colonel, de manière inexplicable. Sous les ordres de lord Thomas Fairfax, il s'illustre à la bataille de Marston Moor le 2 juillet 1644 et à celle de Newbury en octobre. Le Parlement le nomme lieutenant-général de cavalerie.
En 1645, le Parlement le charge de réorganiser l'armée sur le modèle de ses propres troupes (c'est la New Model Army). Il bat les royalistes à la bataille de Naseby le 14 juin de la même année.
Le 5 mai 1646, le roi se rend aux Écossais, qui le livrent au Parlement anglais le 30 janvier 1647.
L'armée parlementaire est divisée en deux camps : les Indépendants constitués par les officiers, et les Niveleurs composés par la troupe. Ceux-ci prônent un régime égalitaire. Cromwell est d'abord conquis par leurs idées. En 1648, Charles Ier s'enfuit sur l'île de Wight, mais il est bientôt ramené à Londres. Le Parlement étant peu enclin à juger son souverain légal, Cromwell organise la purge dans ses rangs. Le procès a lieu du 20 au 27 janvier 1649, et Charles Ier est décapité à la hache le 30 janvier.
C'est Edward Whalley, un des plus proches conseillers de Cromwell, et général en chef de ses armées, qui signe l'arrêt de mort de Charles Ier.

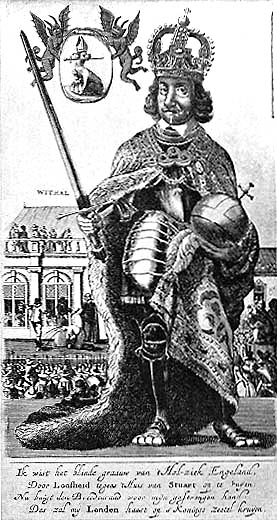
Caricature hollandaise représentant Oliver Cromwell en monarque.

Le 19 mai 1649, Cromwell proclame la république, ou Commonwealth. Il n'a pourtant rien d'un républicain exalté : une vingtaine de mois auparavant, il défendait le principe de la monarchie, déclarant que « nul homme ne pouvait jouir de sa vie et de son patrimoine sans que le roi y ait ses droits ». Mais les relations se détériorent entre le Parlement croupion, parlement à chambre unique, et l'armée ; Cromwell intervient, fait chasser les parlementaires par des soldats et institue un nouveau Conseil d'État dont il est partie prenante ainsi qu'un nouveau Parlement, mais dont les membres sont cette fois-ci nommés par le Conseil d'État. Ce Conseil ainsi que le Conseil des officiers, redoutant l'anarchie latente, nomme Cromwell lord-protecteur de la république d'Angleterre, d'Écosse et d'Irlande en 1653.
Ses pouvoirs sont normalement contrebalancés par le Conseil et le Parlement, mais le Conseil lui est acquis et le Parlement est dissous dès le 20 avril 1653 : « Allons, Moi, ou plutôt le Seigneur, nous en avons assez. Je vais mettre fin à votre bavardage. Il ne convient ni de l'intérêt de ces nations, ni au bien public, que vous siégiez ici plus longtemps. Je vous déclare donc que je dissous ce Parlement ».

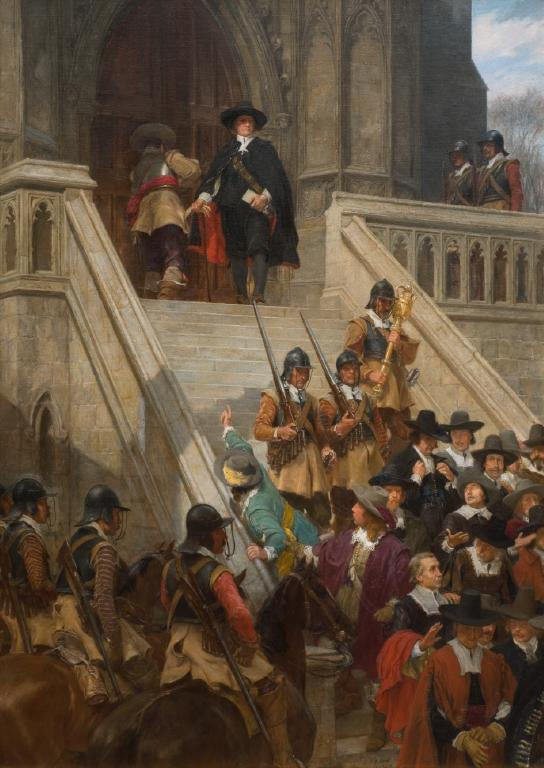
Cromwell dissolvant le Long Parlement, Andrew Carrick Gow, 1907, Musée d'Art d'Auckland.

Un plaisantin fait placer un écriteau sur la porte de la salle des séances où il est écrit : « Chambre non meublée à louer ».
Cromwell impose ainsi un despotisme puritain intransigeant, fait régner l'austérité, et pratique l'intolérance religieuse envers les catholiques. Les séries de massacres commis par ses troupes durant la conquête de l'Irlande sont encore très présentes dans la mémoire collective.
À l'initiative de Manasse ben Israël, il met fin de facto en 1656 à l'Édit d'Expulsion de 1290 du roi Édouard Ier (roi d'Angleterre) ordonnant l'expulsion de la communauté juive d'Angleterre. Cromwell croyait que les Juifs finiraient par se convertir au christianisme, et dans l'immédiat il voulait tirer profit de leur commerce avec le Nouveau Monde, l'Afrique et l'Inde de la Compagnie britannique des Indes orientales. Après la mort de Cromwell, le pays rétablit la monarchie et le jeune roi Charles II, soucieux d'apaisement, permet aux Juifs de rester.

### Dictature - Massacres en Irlande
En 1656, il convoque un nouveau Parlement parce qu'il a besoin de subsides pour mener la guerre contre l'Espagne en Jamaïque, et le dissout dix jours plus tard.
Une troisième session est ouverte en 1658. Ce Parlement, fortement épuré, lui accorde les subsides et lui demande également de devenir roi et de rétablir la royauté ; sous la pression de ses officiers, Cromwell refuse, mais conserve le droit de désigner son successeur ; il désignera Richard Cromwell, son fils, avant de dissoudre une dernière fois l'Assemblée, le 4 février de la même année : « Tout cela ne tend qu'à faire le jeu du roi d'Écosse. De tout cela il ne peut sortir que de la confusion et du sang. Je crois qu'il est grand temps de mettre fin à votre session et je dissous ce Parlement. Que Dieu juge entre vous et moi. »

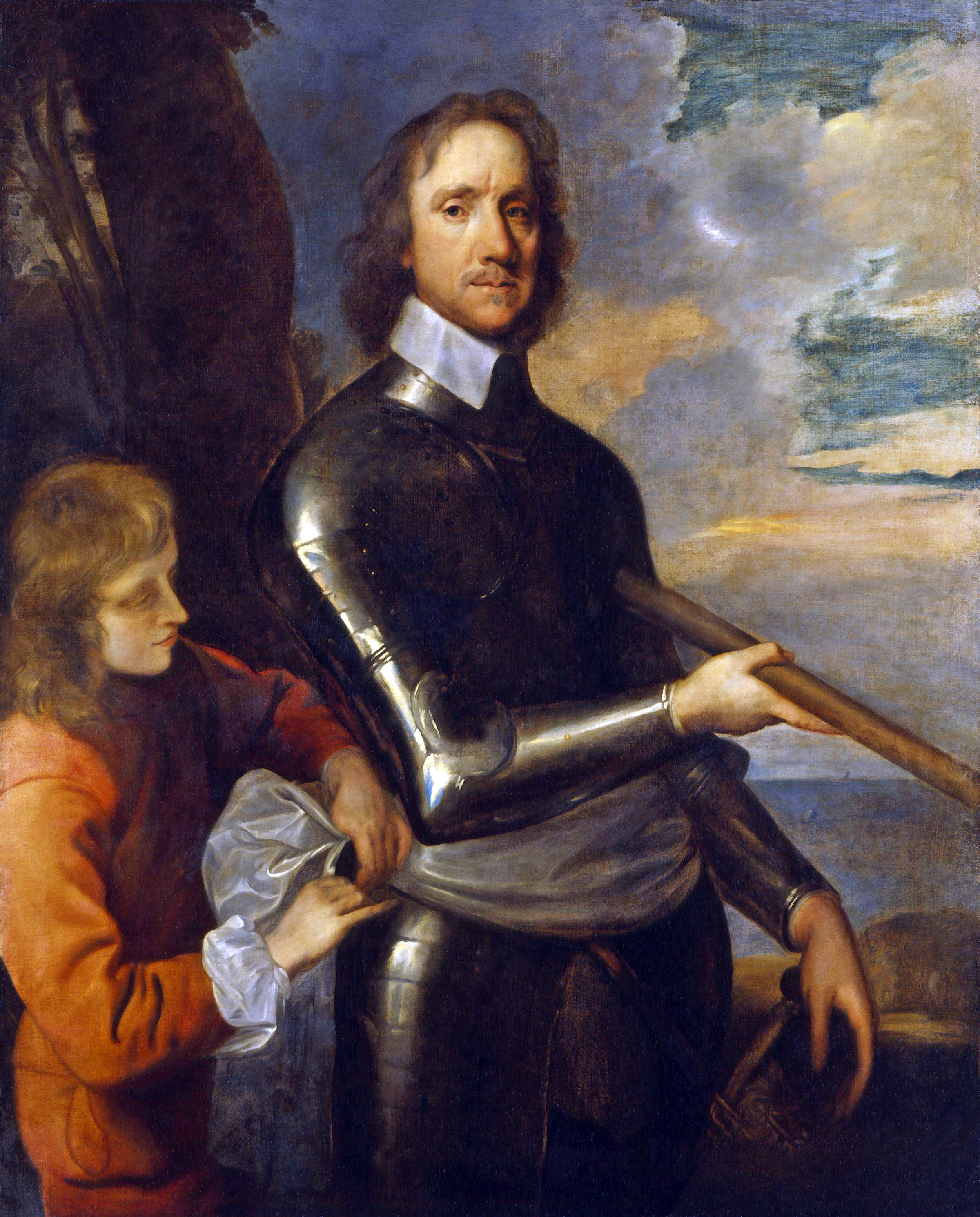
Oliver Cromwell en armure, par Robert Walker.

Dès lors, Cromwell règne en souverain absolu. Dans le cadre de la conquête cromwellienne de l'Irlande catholique, il achève la conquête de l'Irlande, par le massacre des civils (en 1649 sac de Drogheda, 3 500 morts dont 800 femmes et enfants, et sac de Wexford, 2 000 morts militaires et civils) et la confiscation des terres et la soumission de l'Écosse. Même en Angleterre, son fanatisme choque encore. Certains le considèrent comme un criminel de guerre menant une guerre d'extermination,. Pour Micheál Ó Siochrú (Trinity College), Cromwell se croit l'exécuteur de Dieu (God's executioner).
Il poursuit son projet Western Design de s'emparer des possessions espagnoles des Caraïbes : Lors de la guerre anglo-espagnole (1654-1660), en 1655 l'amiral William Penn et le général Robert Venables capturent la Jamaïque et expulsent les Espagnols, tâche achevée en 1660. La Jamaïque devient un centre du commerce des esclaves et du commerce triangulaire. En développant la traite négrière et l'immigration, la population passe de quelque 3 000 habitants vers 1650 à environ 18 000 dans les années 1680, les hommes en esclavage étant plus de 9 000.
Il abaisse aussi la marine hollandaise.

### Politique étrangère

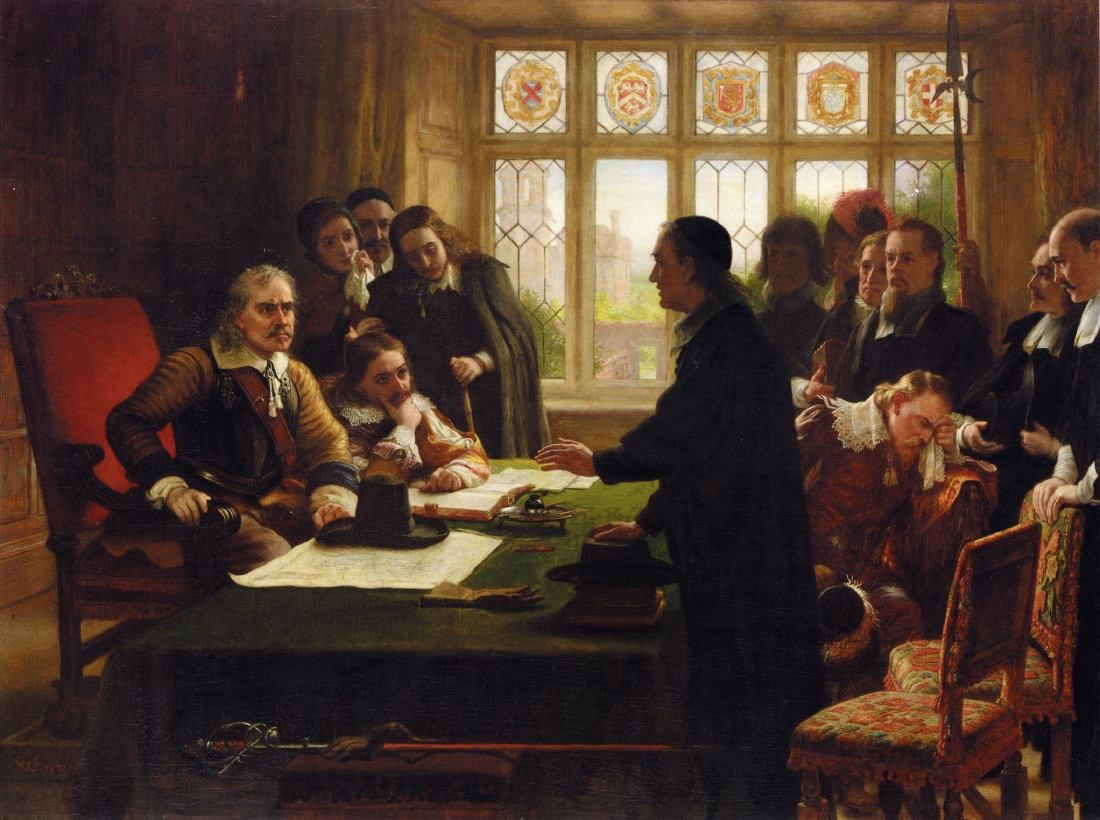
Oliver Cromwell et son secrétaire d'État aux Langues étrangères John Milton recevant une délégation de protestant suisse.

Selon l'historien Timothy Venning, critique des thèses voulant que la politique étrangère d'Oliver Cromwell soit motivée uniquement par des raisons religieuses, ce dernier avait pris en compte, lorsqu'il a détenu tous les pouvoirs à partir de 1653, les ouvertures diplomatiques de la France et l'Espagne, les deux monarchies les plus susceptibles d’aider Charles II à reprendre le trône de son père après 1651. Alors que le secrétaire d'État anglais John Thurloe a voulu faire durer la guerre le plus longtemps possible, le rapprochement avec la France via une forme d'alliance a eu pour résultat qu'en 1656-1658 l'Espagne s'est révélée sans capacité, voire sans volonté, de financer ou équiper seule une invasion de l'Angleterre en faveur de Charles II.
Le coût d'entretien de l'armée anglaise issue de la Guerre civile, en particulier les 35 navires et 5 000 marins a été estimé en 1654 à 2,6 millions de livres par an, soit 93% du total des dépenses gouvernementales, bien au dessus du 1,6 million de recettes, soit un déficit représentant une année d'impôts.
Les rébellions en France du début des années 1650 lui donnent l'occasion de reprendre le flambeau religieux car les Huguenots avaient été abandonnés par Charles Ier tandis que les républicains (notamment le groupe « Ormée » de Bordeaux) font partie des ennemis du cardinal Mazarin. Leurs appels à l'aide, tout comme ceux des « Pâques vaudoises » d'avril 1655 dans les Alpes, où les Français sont complices du duc de Savoie Charles-Emmanuel II, sont étudiés soigneusement par Cromwell et ses prédécesseurs à la tête du Parlement en 1651-1653. En avril 1653 Cromwell continue à envisager d'aider les révoltes dans le sud-ouest de la France afin d'affaiblir Mazarin. Il reçoit des émissaires, étudie des cartes, envoie ses propres agents, Joachim Hane, et Jean-Baptiste Stoppa ou Stouppe, afin d'évaluer ses chances de succès, sans oublier le rôle dans la Fronde du prince de Condé et de ses financiers espagnols. Mais finalement il renonce.
Il est aussi à l'écoute de l'ambassadeur espagnol Don Alonso de Cárdenas, résident à Londres depuis 1640, qui avait cultivé de bonnes relations avec les ennemis du roi Charles Ier au Parlement britannique. Les Français proposent aux Anglais Dunkerque et les Espagnols Calais en Flandre, afin de s'attirer chacun leur soutien sur la question des frontières du Comté de Flandre des Pays-Bas espagnols.
Selon les observateurs contemporains, Cromwell se révèle alors surtout soucieux de rester en paix avec tous tant qu'il n'a pas consolidé sa position financière et politique. Les prisonniers écossais sont transférés à la Barbade à partir de 1651, afin d'alléger le coût des garnisons, mais il est à la recherche d'une colonie plus vaste où les installer en Amérique. L'expédition contre la Jamaïque permet d'enrôler 3 000 hommes à la Barbade pour affaiblir cette colonie surpeuplée.
Mais au Parlement, les pamphlétaires comparent les victoires de la New Model Army avec un instrument de Dieu de l'ancien Israël et brandissent la perspective de croisade contre toute puissance catholique.
L'échec de l'expédition à Hispanolia, puis les résultats médiocres de l'installation à la Jamaïque, où une partie des soldats désertent, renforcent le colonel Modyford, planteur royaliste de La Barbade, qui avait publiquement conseillé d'attaquer plutôt la côte du Venezuela espagnol où existaient déjà des villes et champs utilisables.
À la Restauration anglaise, plusieurs soutiens des Parlementaires se rallient au nouveau pouvoir, comme Balthazar Gerbier, qui tente sans succès d'obtenir des postes de dignitaire auprès de Charles II et publie même en 1660 un pamphlet flattant les opinions du nouveau roi en argumentant en faveur de l'autorisation de l'esclavage des Noirs en avançant qu'ils travaillent deux fois plus que les Blancs, pour un coût moindre, et échapperaient ainsi à la mort dans leur contrée d'origine.

### L'après-Cromwell

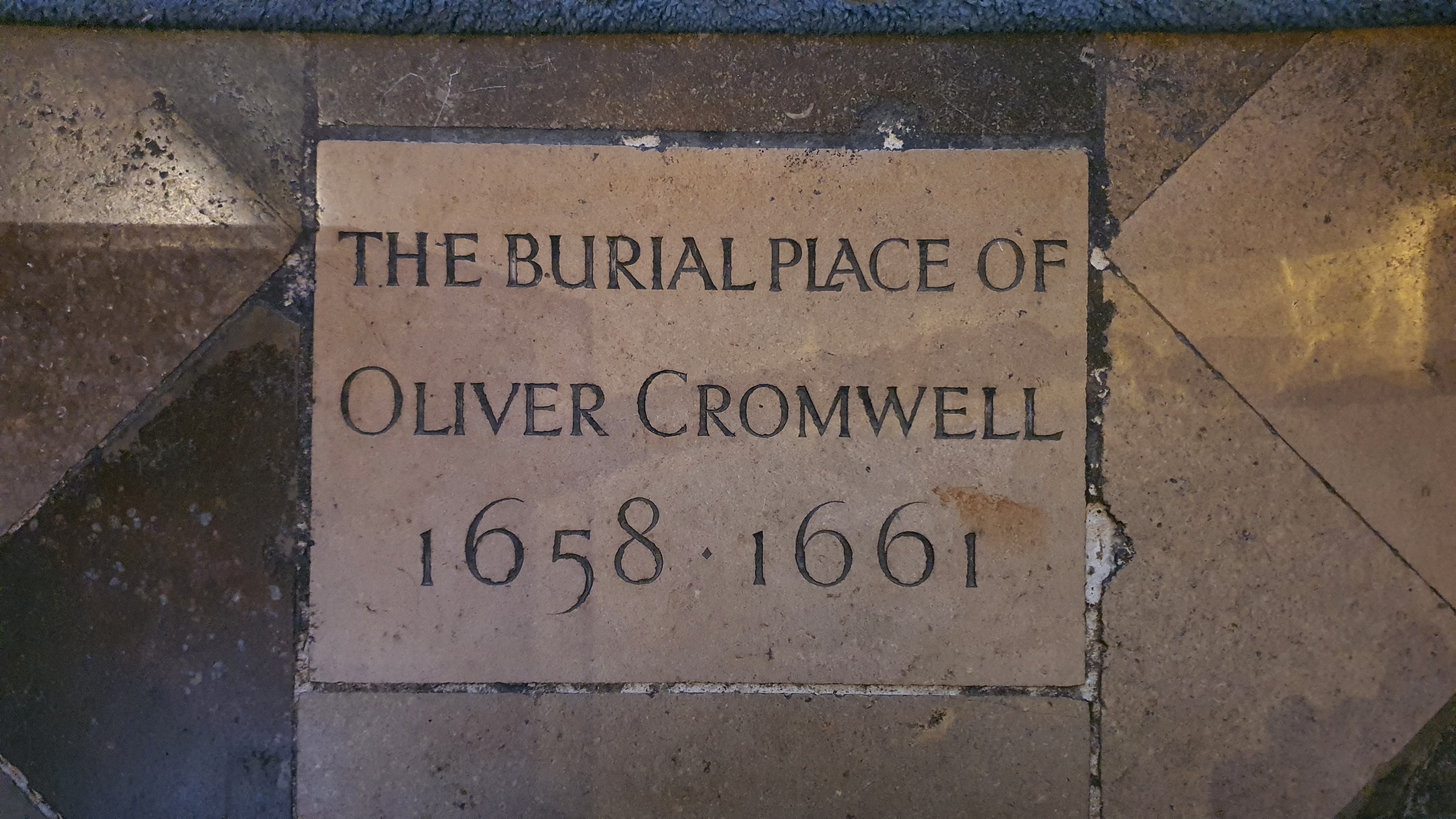
Ancien lieu de sépulture d'Oliver Cromwell dans l'abbaye de Westminster.

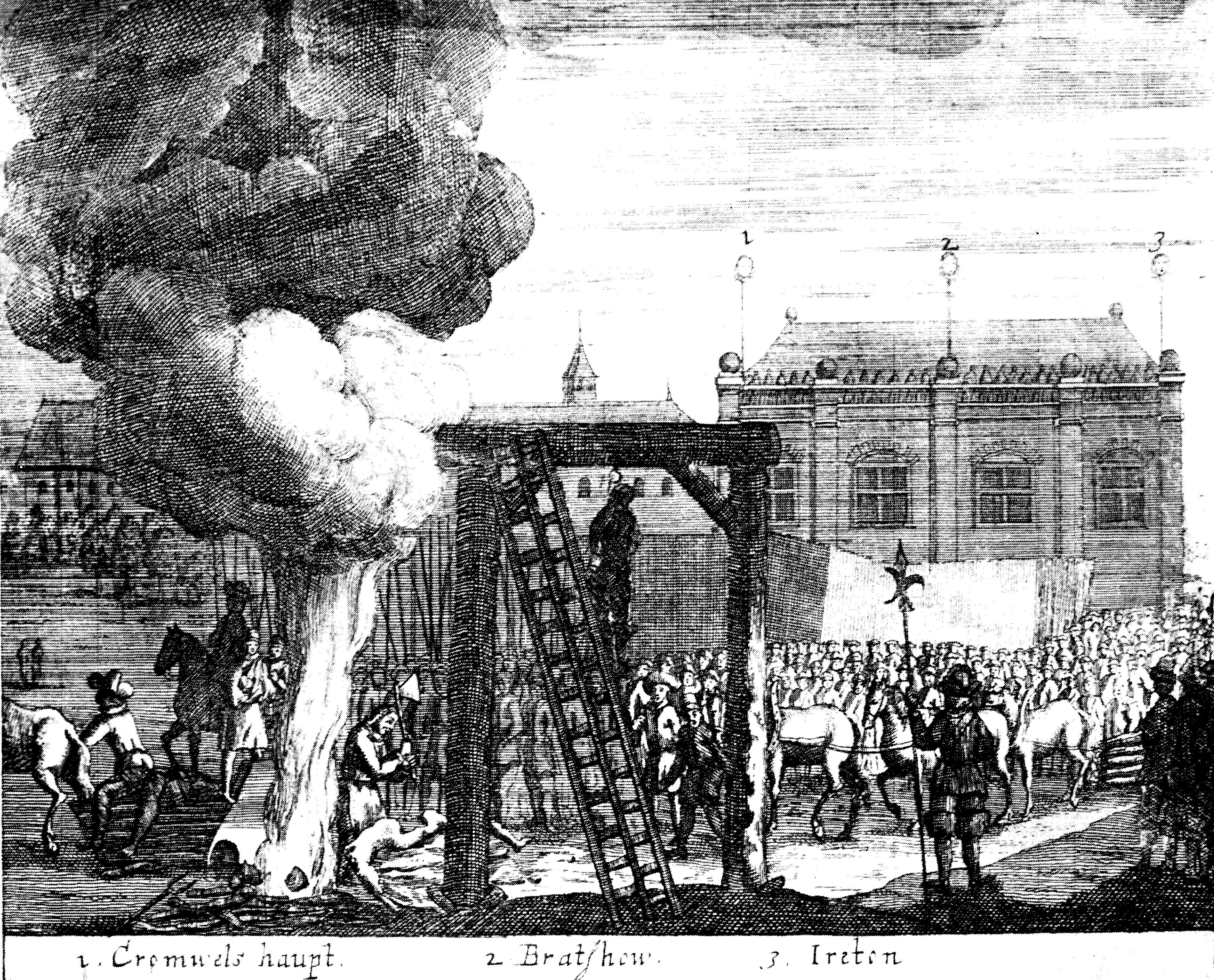
Rituel d'exécution de Cromwell, Bradshaw et Ireton en 1661.

Cromwell, affecté par la mort de sa fille Betty un mois plus tôt, s'éteint à Londres le 3 septembre 1658, victime d'une septicémie due à une infection urinaire, facilitée par la malaria.
Son fils Richard Cromwell lui succède mais pour très peu de temps car le général George Monck, gouverneur d'Écosse, craint que la nation ne sombre dans le chaos, et cherche à rétablir la monarchie. En février 1660, Monck et son armée marchent sur Londres, et avec le soutien populaire, forcent le Parlement à se dissoudre.
Charles II rentre alors à Londres où il va se faire couronner le 23 avril 1661. Pour venger la mort de son père, il fait juger les régicides, et exhumer le corps de Cromwell de l'abbaye de Westminster et le soumet, avec les dépouilles de son beau-fils Henry Ireton et du juge John Bradshaw, au rituel d'exécution post mortem le 30 janvier 1661, date anniversaire de l'exécution de Charles Ier. Son corps est jeté dans un puits et sa tête exposée sur un pieu devant l'abbaye de Westminster jusqu'en 1685. Après trois siècles de vicissitudes, elle sera inhumée au Sidney Sussex College de Cambridge, le 12 février 1960,,.
La période qui suit le couronnement de Charles II est appelée la Restauration.

## Réalisations

### Premier essor de la Royal Navy
À l'éclatement de la guerre civile anglaise, la flotte, de trente-cinq navires, se range du côté du Parlement et s'accroît alors très rapidement, jusqu'à parvenir à cent deux bâtiments en 1652. Les tactiques et l'armement évoluent et le combat en ligne de file, laquelle est alors divisée en trois parties — ou escadres —, commandés respectivement par un admiral, un vice admiral et un rear admiral, est introduit. Lors de la guerre de Hollande, sous le commandement d'amiraux tels que Robert Blake, elle se révèle un magnifique outil de combat. Quand Charles II monte sur le trône en avril 1661, l'effectif est de 154 vaisseaux. Le roi change le nom de la flotte en Royal Navy et désigne Samuel Pepys à la tête du Navy Board, où il organise la création de l'amirauté. Suivent deux guerres contre la Hollande en 1664 et 1674 ; Pepys est finalement écarté en 1688, lors de la déposition de Jacques II.

### L'attaque des colonies catholiques et espagnoles de la Caraïbe
En 1655, l'amiral William Penn, à la tête de l'opération Western Design, échoue dans sa tentative de prise de contrôle de la colonie espagnole d'Hispaniola mais parvient à s'emparer de la Jamaïque, dont il fait une importante base pour les corsaires de toute nationalité et l'attaque des navires espagnols. Cromwell espère ainsi prolonger la guerre des Hollandais contre l'Espagne, achevée en 1648.
Ses successeurs de la dynastie Stuart vont au contraire faire la guerre aux Hollandais, coupables de soutenir le trafic du tabac au détriment de la croissance du sucre. La première guerre, en 1664, revient à inverser les alliances de la période élisabéthaine, lorsque les Chiens de Mer anglais combattaient aux côtés des corsaires huguenots et des gueux de mer hollandais contre l'ennemi commun : la monarchie espagnole, première puissance européenne à la tête de son empire et championne du catholicisme.
Auparavant, les forces maritimes de Cromwell, dopées par un important effort de construction navale, ont fait le blocus de l'île de la Barbade, dirigée par des catholiques, puis imposé à l'île des taxes élevées et un monopole d'exportation, qui freine l'essor alors très rapide de cette colonie, où le sucre vient de s'implanter.

## Dans les arts et la culture

### Littérature

#### Pamphlet
- Edward Sexby écrit Tuer n'est pas assassiner, un pamphlet datant de 1657 appelant à tuer Cromwell.

#### Roman
- Walter Scott, en 1826, dans Woodstock, montre un génie de la conquête du pouvoir, un Cromwell habile à contourner la difficulté d'inspirer les doctrinaires calvinistes qui constituent son armée[40].
- Vingt ans après, d'Alexandre Dumas, où l'on retrouve également le personnage de Mazarin, relate de façon picaresque l'épisode de la capture de Charles Ier et son exécution.
- Les Dictateurs, de Jacques Bainville, Denoël, 1935.
- Daphné du Maurier, dans Le Général du Roi, achevé en 1945 et traitant de la période 1642-1653, mentionne à plusieurs reprises Oliver Cromwell, d'abord comme brillant second de Thomas Fairfax, puis comme Lord -Protecteur.
- Les Régicides, de Robert Harris, éd. Belfond, 2023.

### Théâtre
- Honoré de Balzac, en 1820, écrit une tragédie en 5 actes, Cromwell, qu'un académicien lui déconseille de publier. Elle le sera en 1925 chez Calmann-Lévy.
- Victor Hugo, en 1827, fait de son Cromwell un drame gigantesque qui se place non pas au moment du renversement de la monarchie, mais montre un Cromwell qui se rêve roi.

### Chansons
- Les humoristes britanniques Monty Python ont chanté sa biographie sur l’air de la Polonaise no 6, op. 53 de Frédéric Chopin.
- Une chanson satirique du groupe irlandais The Pogues, intitulée Young Ned of the Hill, lui a été consacrée.
- Le groupe de punk celtique Flogging Molly a écrit le morceau Oliver Boy en s'adressant à lui.
- Le groupe de doom metal finlandais Reverend Bizarre a dédié une chanson de son album II: Crush the Insects à Cromwell.
- Le chanteur Morrissey parle de lui dans sa chanson Irish Blood, English Heart.

### Filmographie

#### Cinéma et télévision
- 1909 : The Death Disc. A Story of the Cromwellian Period de David Wark Griffith avec Frank Powell.
- 1911 :
  - Oliver Cromwell d’Henri Desfontaines avec Jules Berry.
  - Oliver Cromwell de Theo Bouwmeeste, acteur anonyme.
- 1912 : Curfew Shall Not Ring Tonight de Hay Plumb avec Alec Worcester.
- 1913 : Curfew Shall not Ring Tonight de Lloyd Lonergan avec Arthur Bauer.
- 1920 : The Tavern Knight de Maurice Elvey avec Conway Booth.
- 1922 : Vingt Ans après de Henri Diamant-Berger avec Vernaud.
  - Curfew Must Not Ring Tonight d’Edwin J. Collins avec M. A. Wetherell.
  - The Fighting Blade de John S. Robertson avec Frederick Burton.
  - The Royal Oak de Maurice Elvey avec Henry Ainley.
- 1926 : Curfew Shall Not Ring Tonight de Frank Tilley avec John Stuart.
- 1936 : Fame de Leslie Hiscott avec Sydney Howard.
- 1937 : The Vicar of Bray de Henry Edwards avec George Merritt.
- 1948 : Le Chevalier de Carton (Cardboard Cavalier) de Walter Forde avec Edmund Willard.
- 1949 : Helter Skelter de Ralph Thomas avec Bill Fraser.
- 1956 : Rescued de Lawrence Huntington avec Cameron Hall.
- 1958 : Le Justicier (The Moonraker) de David MacDonald avec John Le Mesurier.
- 1963 : La caméra explore le temps, épisode Le Procès et la mort de Charles Ier, roi d’Angleterre de Stellio Lorenzi avec Bruno Cremer.
- 1967 : Further Adventures of the Musketeers de Hugh David avec Geoffrey Palmer.
- 1968 :
  - Le Grand Inquisiteur de Michael Reeves avec Patrick Wymark.
  - D’Artagnan de Claude Barma avec Siegfried Wischnewski.
- 1969 : Oliver Cromwell. Ritratto di un dittatore de Vittorio Cottafavi avec Sergio Fantoni.
- 1970 : Cromwell, réalisé par Ken Hughes avec Richard Harris retrace l'accession au pouvoir de Cromwell.
- 1973 : Woodstock minisérie de David Maloney avec Jerome Willis.
- 1975 :
  - Churchill’s People, épisode March On, Boys ! de Peter Hammond avec Bernard Hepton.
  - Carry on Laughing !, épisode The Sobbing Cavalier d’Alan Tarrant avec Peter Butterworth.
- 1977 : The Children of the New Forest minisérie de John Frankau avec Artro Morris.
- 1983 : By the Sword Divided minisérie de Henry Herbert avec Peter Jeffrey.
- 1988 : Blackadder : The Cavalier Years de Richard Boden avec Warren Clarke.
- 1989 : The Return of the Musketeers de Richard Lester avec Alan Howard.
- 1995 : Voici la fin du jour, et pourtant il s’annonçait maussade (Itt a vége, pedig milyen unalmas napnak indult) de János Mohácsi avec Béla Gados.
- 1996 : A History of British Art de Ken Russell qui incarne Olivier Cromwell.
- 2002 : Civil War de Peter Strachan avec Stephen Thomas.
- 2003 :
  - Oliver Cromwell, Warts and All d’Andrew Thompson avec Jim Carter.
  - La Mort d'un roi (To Kill a King) de Mike Barker, avec Tim Roth, Dougray Scott et Olivia Williams. Cette reconstitution historique met l’accent sur les relations tantôt amicales, tantôt hostiles, qui liaient lord Thomas Fairfax, chef de l’armée des Indépendants, à son adjoint Oliver Cromwell, lord-protecteur à vie de la république d’Angleterre au XVIIe siècle. Tous deux étaient alliés dans une lutte sans merci contre le roi Charles Ier.
- 2005 :
  - Cromwell de Paul Sen avec Roger Allam.
  - The Trial of the King Killers de Tim Kirby avec Ian Redford.
  - Monarchy, épisode Cromwell de James Runcie, acteur anonyme.
  - Young Blades de Richard Martin avec Jery Wasserman.
- 2008 :
  - The Devil’s Whore de Marc Munden avec Dominic West.
  - Cromwell in Ireland minisérie de Maurice Sweeney avec Owen Roe.
- 2020 :
  - Le Peuple Loup (Wolfwalkers) de Tomm Moore et Ross Stewart. Dans ce film d'animation, la ville de Kilkenny, dans l'Irlande médiévale du XVIIe siècle est sous le joug du Lord Protecteur, dirigeant croyant et autoritaire.

### Iconographie

#### Peinture
- La Famille de Cromwell le suppliant de ne pas signer la condamnation de Charles Ier par Alfred Johannot (1833).
- Cromwell et Charles Ier par Paul Delaroche (1831).
- Cromwell devant le cercueil de Charles Ier par Eugène Delacroix (1831).

#### Monuments
Les statues publiques de Cromwell au Royaume-Uni sont au nombre de cinq et sont classées Grade II pour leur valeur architecturale.
- Londres (Westminster): statue en pied de Hamo Thornycroft (1899), située à l'extérieur de la Chambre des communes à la suite de l'incendie qui a détruit certaines parties du palais de Westminster en 1834.
- St Ives (Market Hill): statue en pied de Frederick William Pomeroy (1901).
- Warrington (Bridge Street): statue en pied de John Bell (1899).
- Wythenshawe (Wythenshawe Park and Gardens): statue en pied de Matthew Noble.
- Bradford City Hall (Centenary square): statue en pied sur la façade du bâtiment réalisée par Henri Francis Lockwood et William Mawson (1873).

En Suisse, il existe également une statue de Cromwell sur le Mur des réformateurs à Genève.

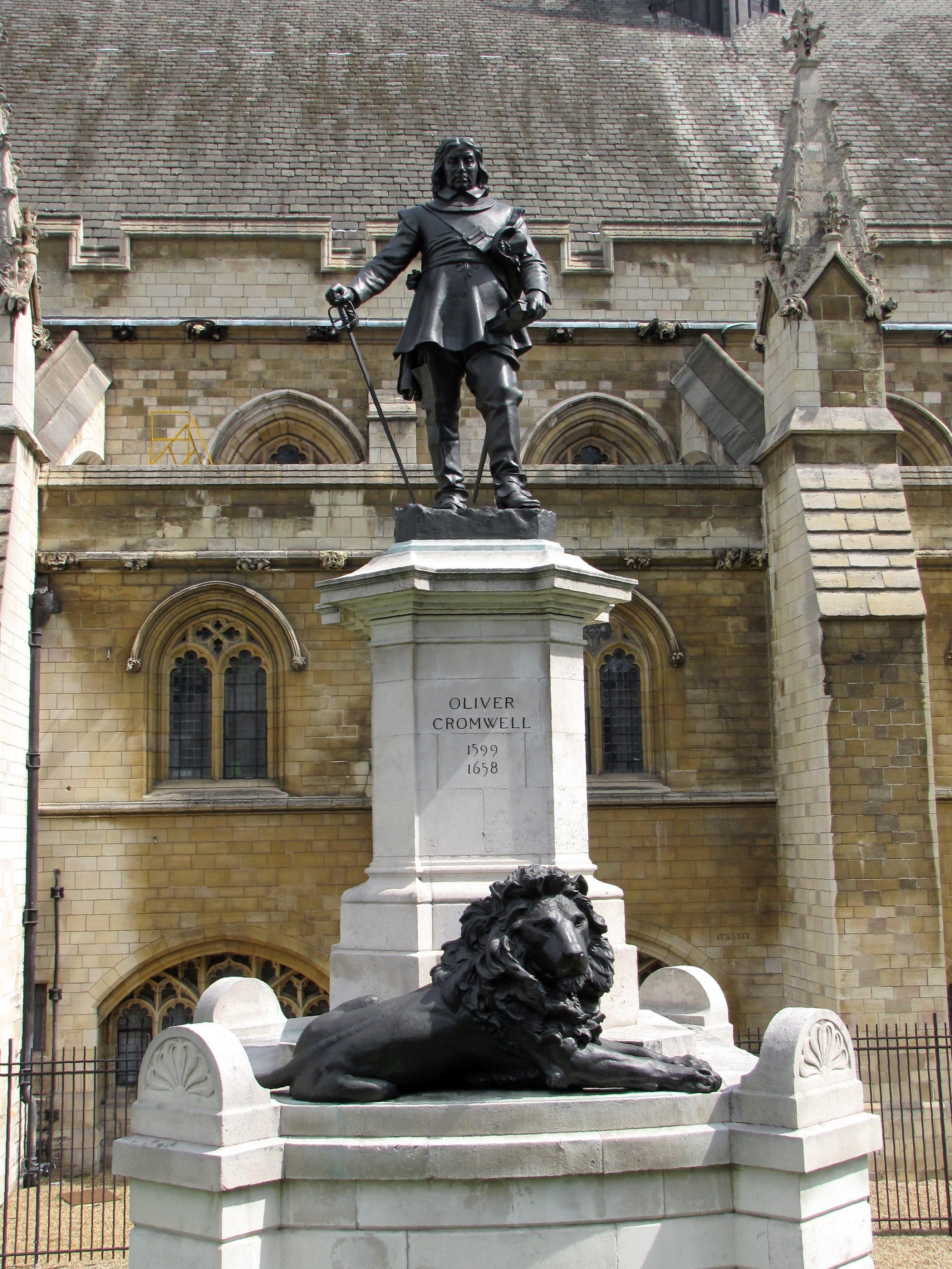
Statue d'Oliver Cromwell à Londres.
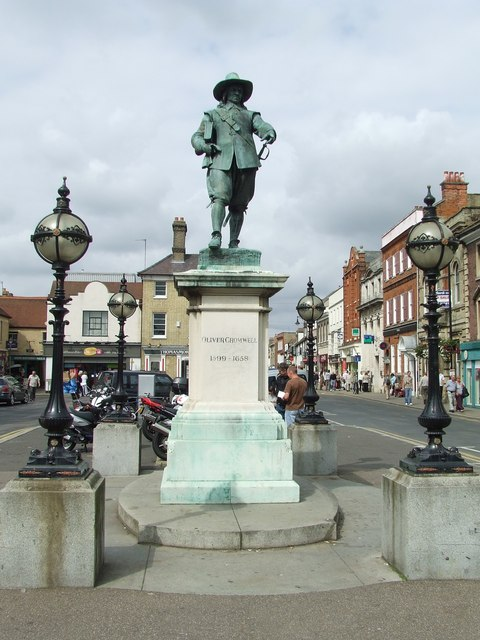
Statue d'Oliver Cromwell à St Ives dans le Cambridgeshire.
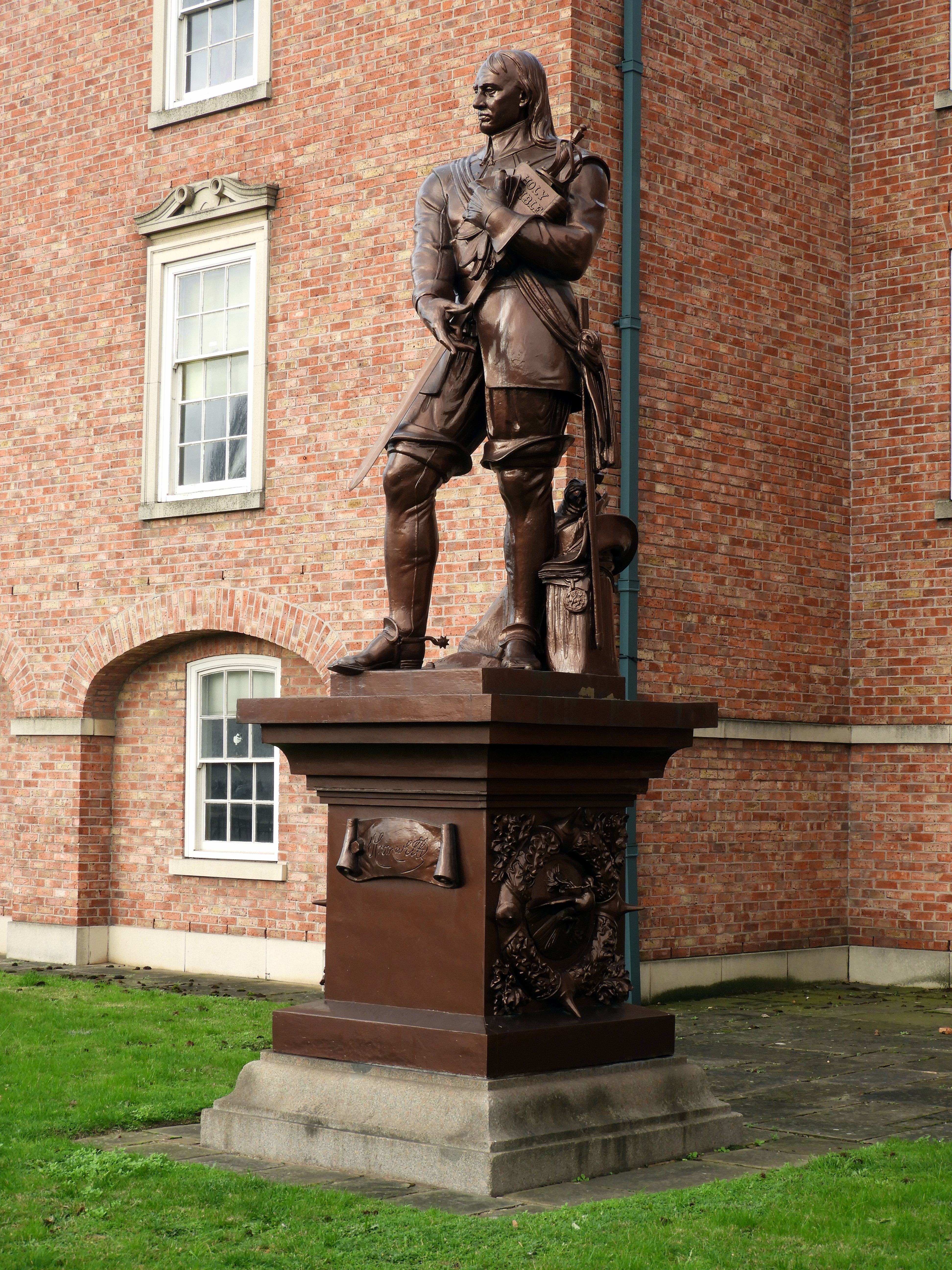
Statue d'Oliver Cromwell à Warrington.
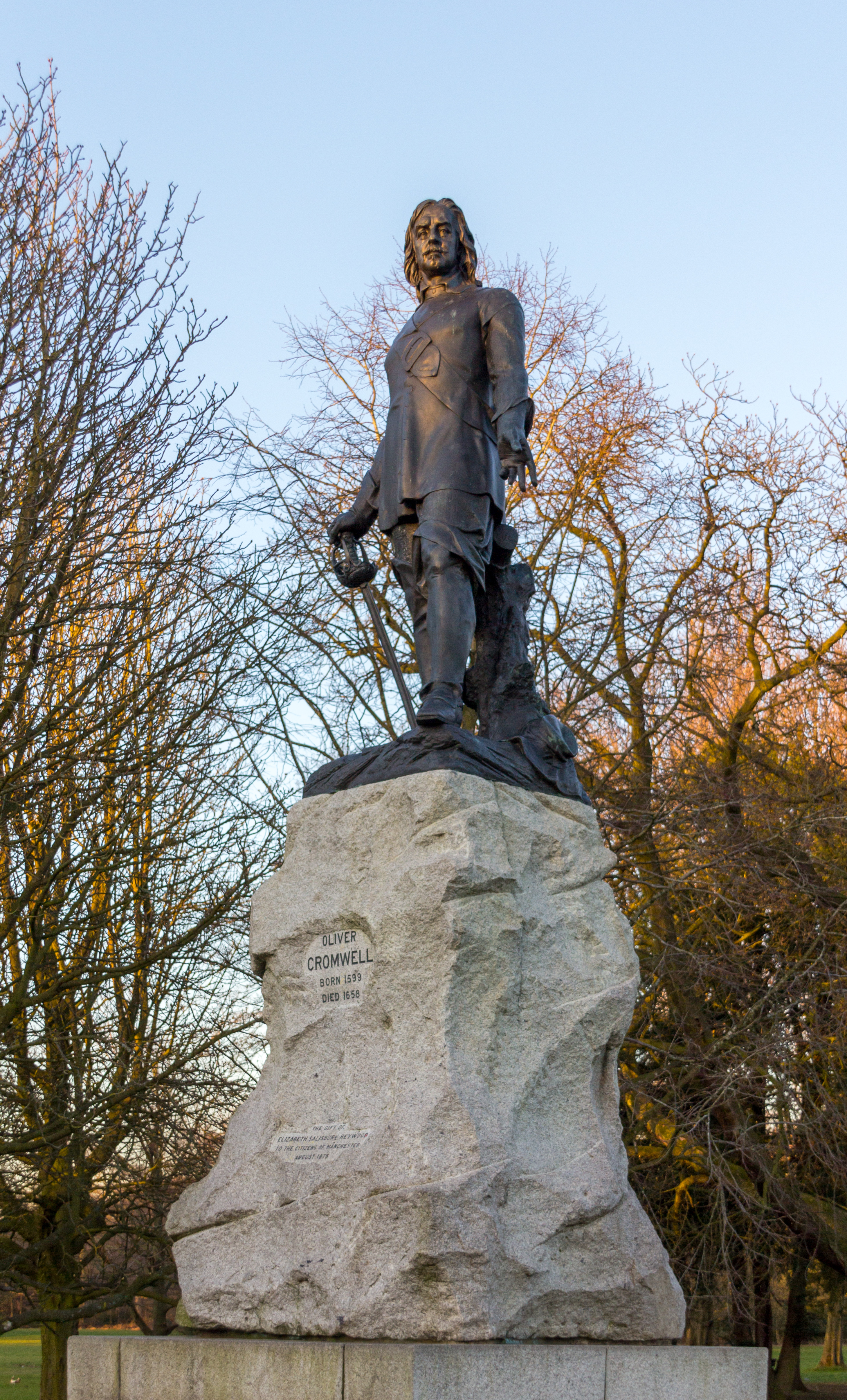
Statue d'Oliver Cromwell dans le parc de Wythenshawe, près de Manchester.
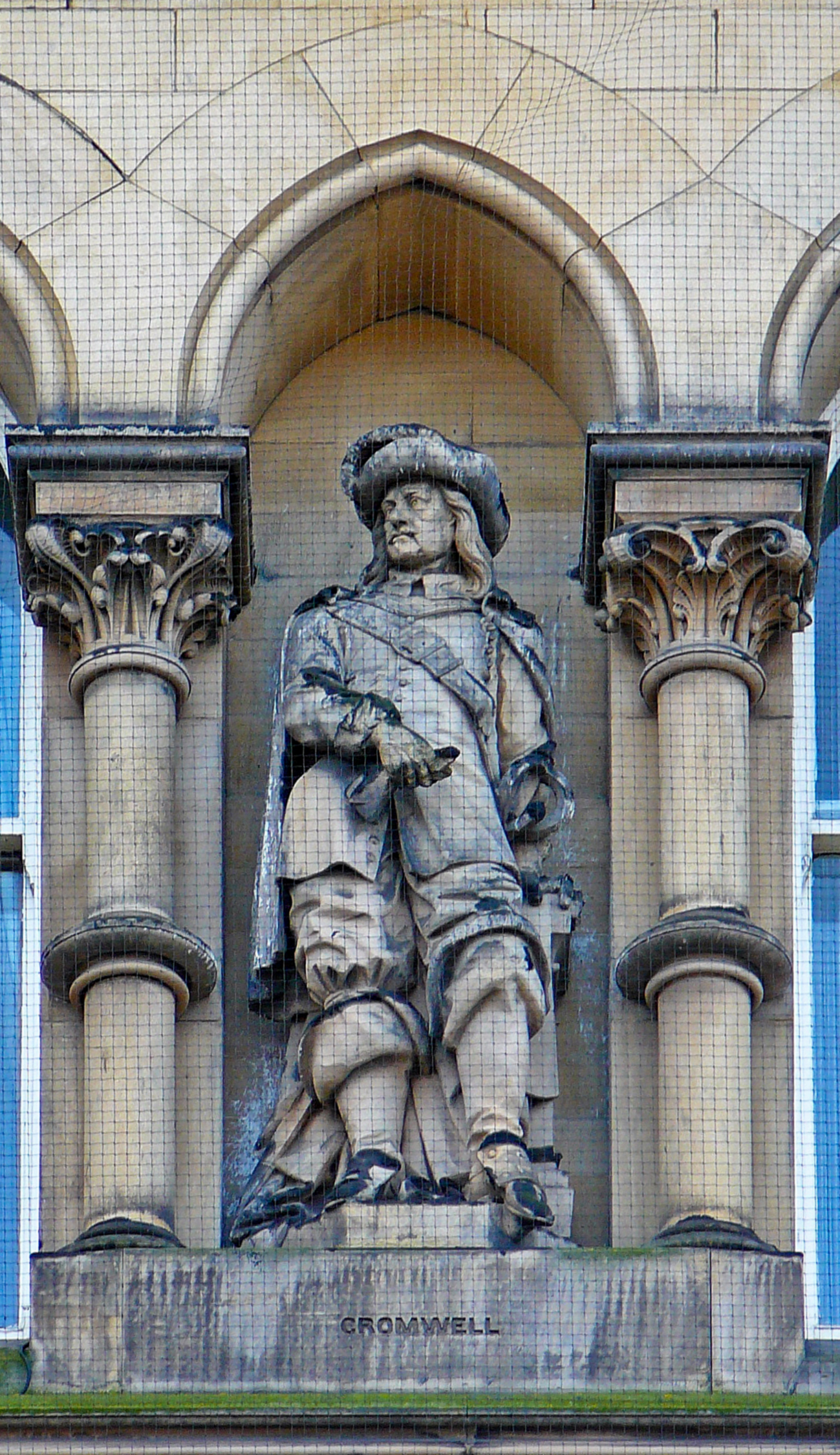
Statue de Cromwell sur la façade de l'hôtel de ville de Bradford.
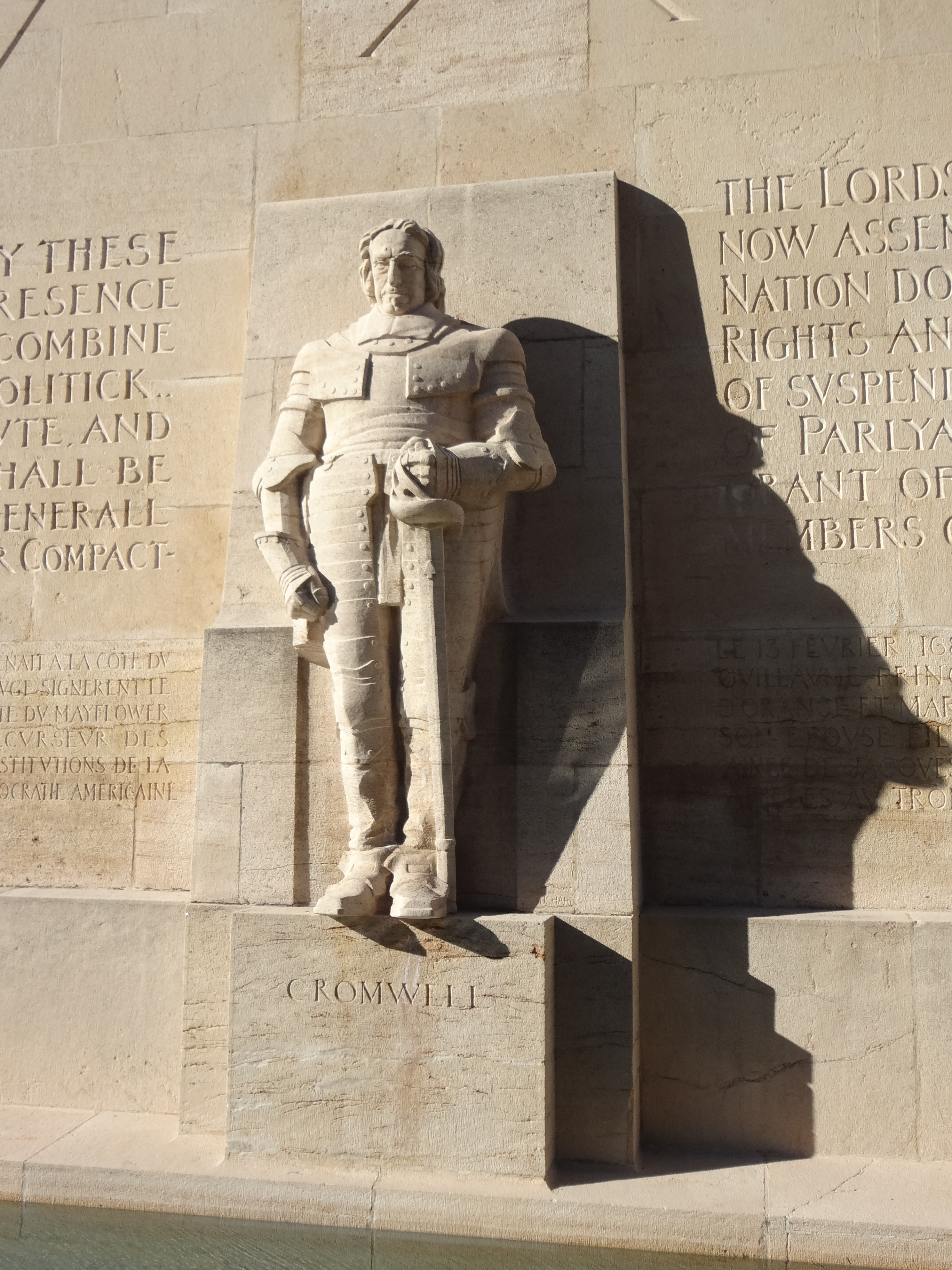
Statue d'Oliver Cromwell sur le Monument international de la Réformation à Genève.